# 花見

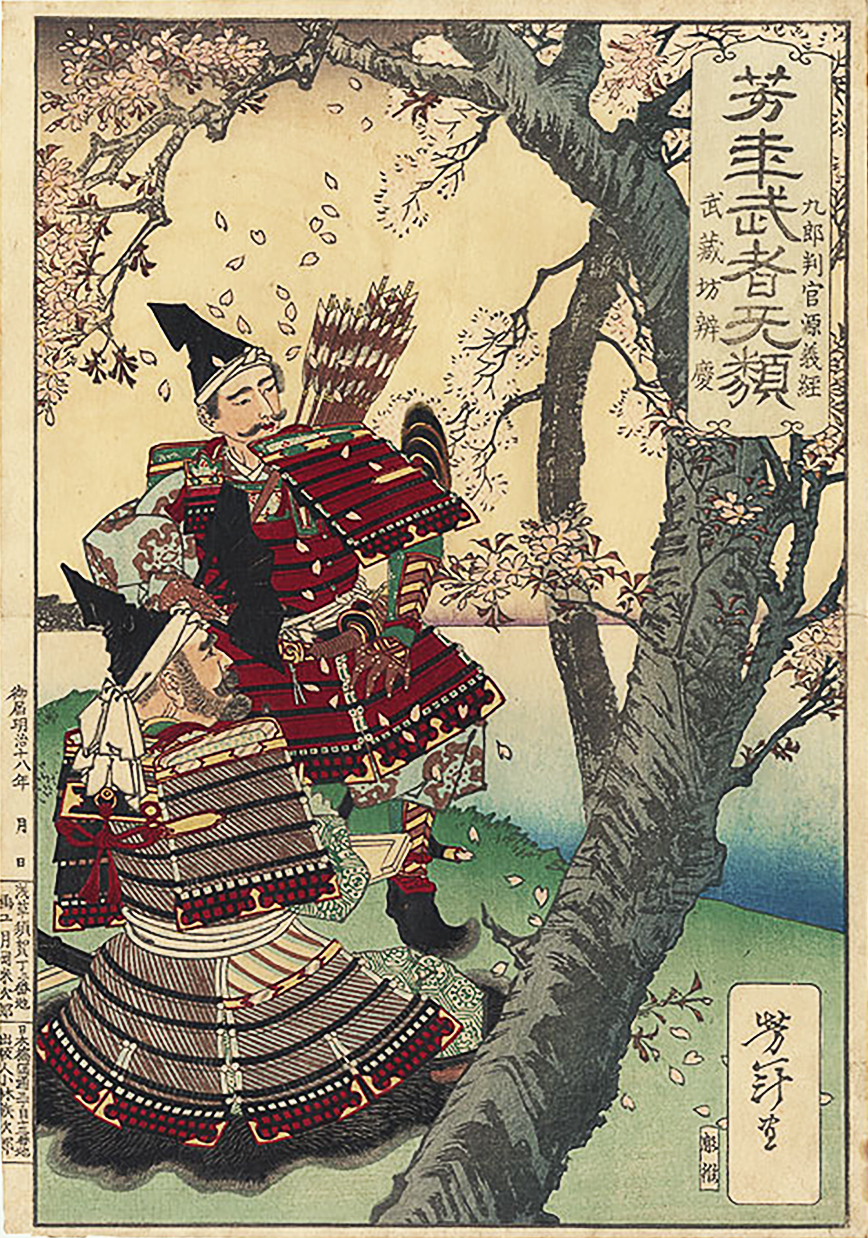
花見をする義経（奥）と弁慶（手前）。『芳年武者無類』の内「九郎判官源義経 武蔵坊弁慶」。1885年（明治18年）刊。月岡芳年作。

花見（はなみ）は、樹木に咲いている花、主にサクラの花を鑑賞し、春の訪れを寿ぐ日本古来の風習である。副称は観桜（かんおう）である。

## 概要
サクラは、日本全国に広く見られる樹木である。花見で話題になる代表的な品種のソメイヨシノはクローンであるため、各地で「休眠打破」がなされてから各地の春の一時期において、おおむね地域毎に一斉に咲き競い、日本人の季節感を形成する重要な春の風物詩となっている。
サクラは開花から散るまでの期間は2週間足らずであり、「花吹雪」となって散り行くその姿は、人の命の儚さになぞらえられたり、または古来、「サクラは人を狂わせる」と言われたりしてきた。
独りで花を眺めるだけでなく、多人数で花見弁当や酒を愉しむ宴会を開くことが伝統的である。花を見ながら飲む花見酒は風流なものではあるが、団体などの場合、乱痴気騒ぎとなることも珍しくない（「諸問題」の項を参照）。陰陽道では、サクラの陰と宴会の陽が対になっていると解釈する。
花見は、訪日外国人旅行の来日目的になったり、風習としてアジアや欧米に伝わったりしている。北半球と南半球は季節が逆転しているため、地域毎に年中行事としての花見の時期は異なる。

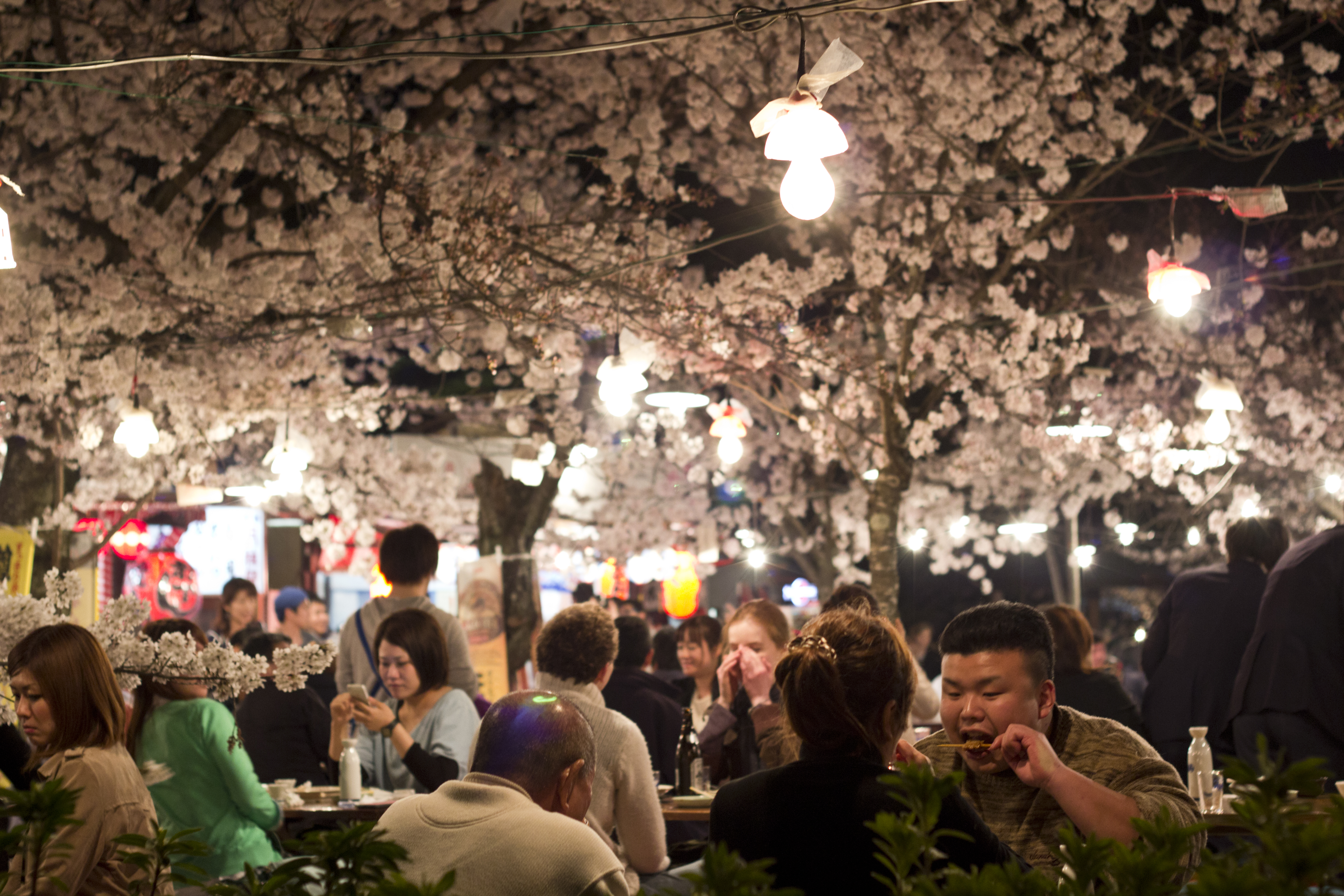
飲食型の花見
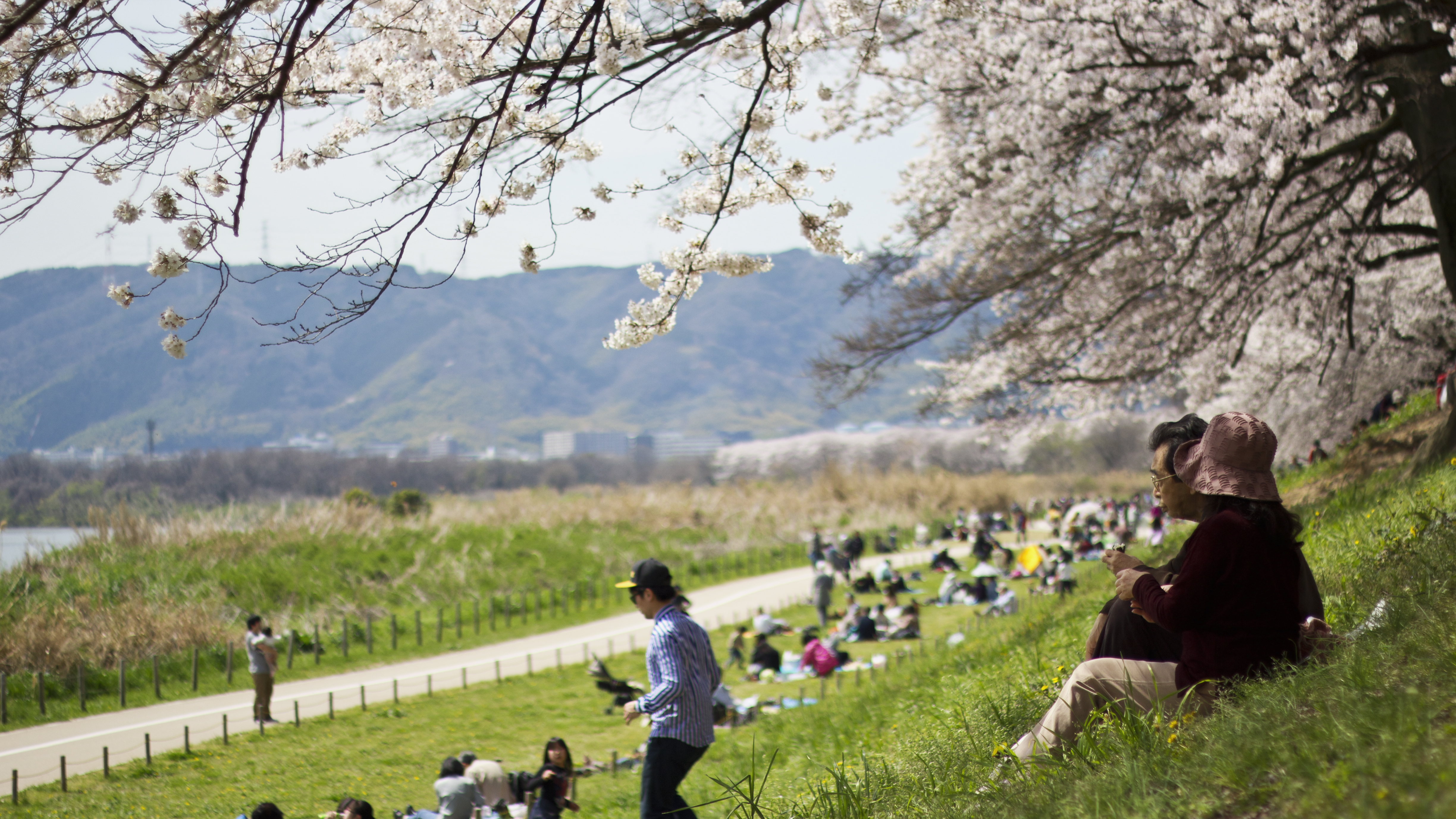
ピクニック型の花見
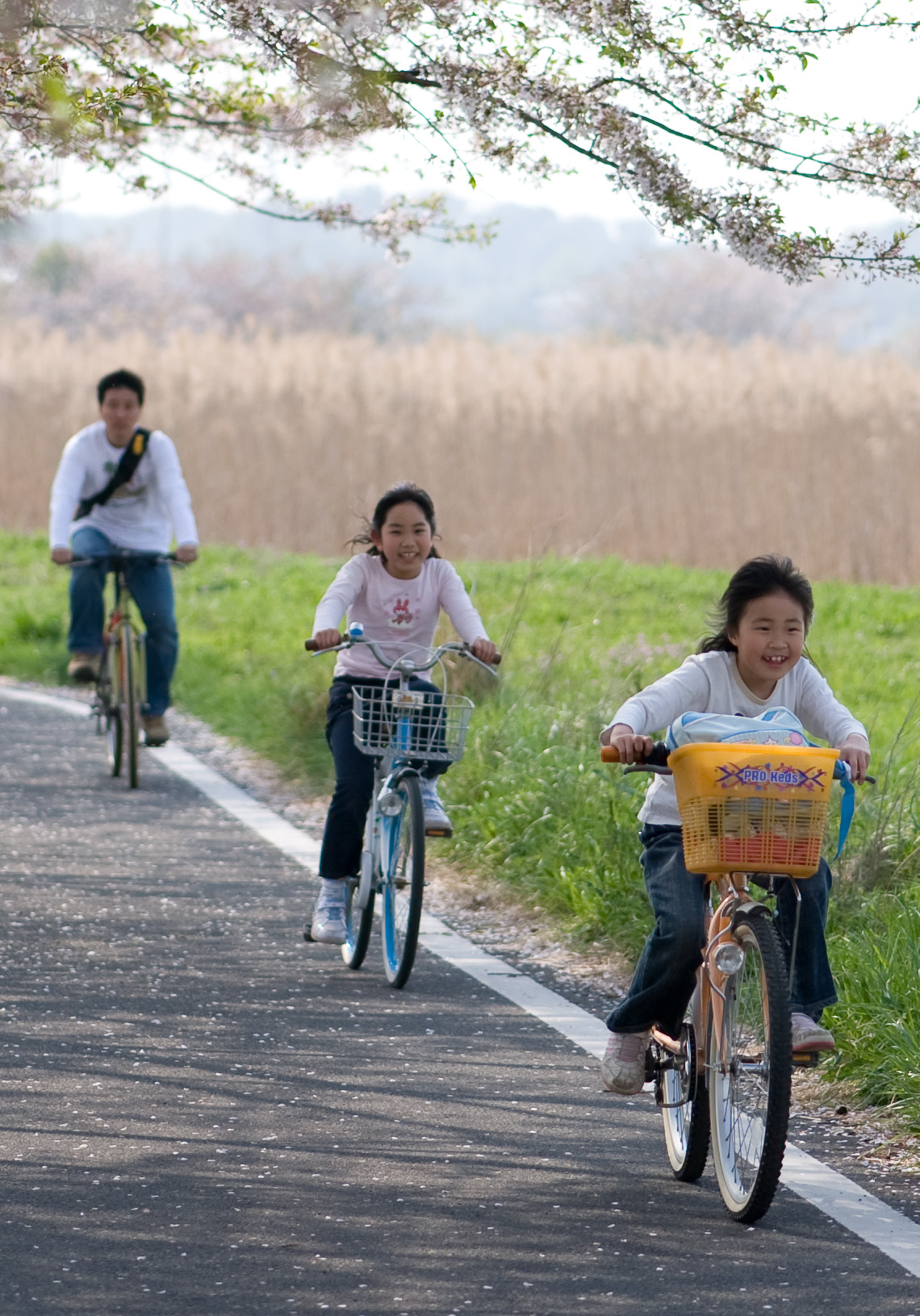
サイクリングと花見
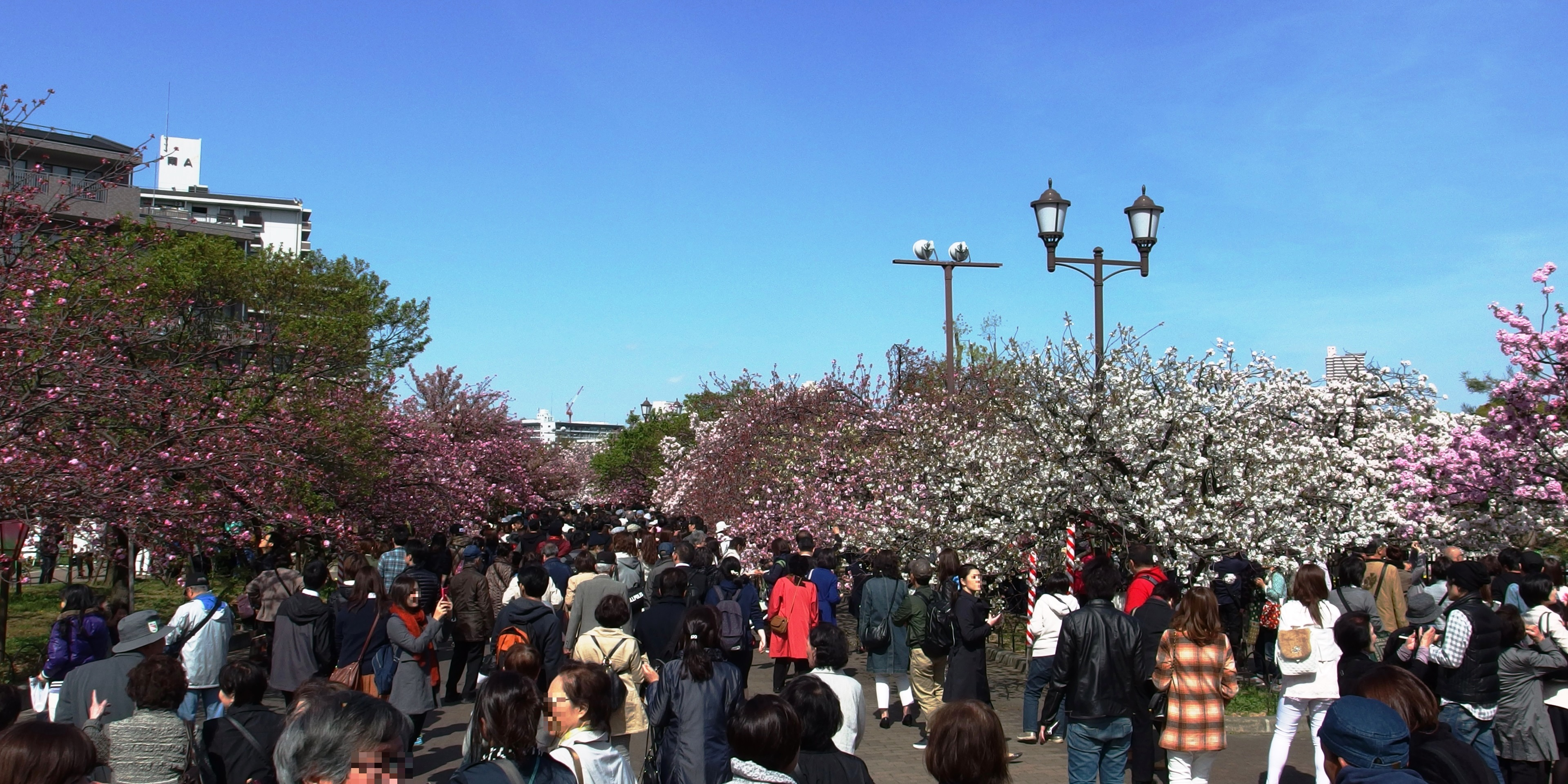
ウォーキングと花見（大阪造幣局）

## 歴史
日本の花見は奈良時代の貴族の行事が起源だといわれる。奈良時代には中国から伝来したばかりのウメが鑑賞されていたが、平安時代にサクラに代わってきた。また『万葉集』にはサクラを詠んだ歌が43首、ウメを詠んだ歌が110首程度みられ、梅花の宴のようにウメを観賞しながらの歌会も開かれていた。これが10世紀初期の『古今和歌集』では、サクラが70首に対しウメが18首と逆転している。「花」がサクラの別称として使われ、女性の美貌がサクラに例えられるようになるのもこの頃からである。
『日本後紀』には、嵯峨天皇が812年3月28日（弘仁3年2月12日）に神泉苑にて「花宴の節（せち）」を催したとある。時期的に花はサクラが主役であったと思われ、これが記録に残る花見の初出と考えられている。前年に嵯峨天皇は地主神社のサクラを非常に気に入り、以降神社から毎年サクラを献上させたといい、当時花見の花として梅が一般的だったが、サクラの花見は貴族の間で急速に広まり、これが日本人のサクラ好きの原点と見られる。831年（天長8年）からは宮中で天皇主催の定例行事として取り入れられた。その様子は『源氏物語』「花宴（はなのえん）」にも描かれている。また、『作庭記』にも「庭には花（桜）の木を植えるべし」とあり、平安時代においてサクラは庭作りの必需品となり、花見の名所である京都・東山もこの頃に誕生したと考えられている。
鎌倉・室町時代には貴族の花見の風習が武士階級にも広がった。兼好法師は『徒然草』第137段で、身分のある人の花見と「片田舎の人」の花見の違いを説いている。わざとらしい風流振りや騒がしい祝宴に対して冷ややかな視線であるが、ともあれ『徒然草』が書かれた鎌倉末期から室町初期の頃には既に地方でも花見の宴が催されていたことが窺える。
織豊期には野外に出て花見をしたことが、絵画資料から確認される。この時期の大規模な花見は、豊臣秀吉が行った吉野の花見（1594年（文禄3年））や醍醐の花見（1598年4月20日（慶長3年3月15日））がある。
花見の風習が広く庶民に広まっていったのは江戸時代中期といわれる。当時は山桜が主で、目的も見物客が自身の振る舞いを見せつけることに主眼が置かれていた。茶店では三味線や鬘の賃貸しも行われ、手ぶらでも花見会場で歌い踊りや即興芝居に興じることができた。女性は「花衣」と呼ばれる花見用の衣装を、設えたり借りるなどして着飾ることがあり、それを目当てに男衆が花見に訪れることもあった。また花見は見合いの席としてよく利用され、花見での縁を経て、山菜採り・潮干狩り・夏山歩きと手順を踏んで、秋に祝言という流れが「めでたきこと」とされた。江戸の花見は、親友と旧交を温める「梅見」、歓送迎会に当たる「桜見」、家族との団欒を楽しむ「桃見」があり、全てを達成して春の成就とされた。サクラの品種改良もこの頃盛んに行なわれた。江戸で最も名高かった花見の名所が忍岡（しのぶがおか）で、天海大僧正（1536年（天文5年）? - 1643年（寛永20年））によって植えられた上野恩賜公園のサクラである。しかし格式の高い寛永寺で人々が浮かれ騒ぐことは許されていなかったため、1720年（享保5年）に徳川吉宗が浅草（墨田川堤）や飛鳥山にサクラを植えさせ、庶民の行楽を奨励した。吉宗は生類憐れみの令以降途絶えていた鷹狩を復興させた際、鷹狩が農民の田畑を荒す事への対応策として、鷹狩の場にサクラの木を植えることで花見客が農民たちに収入をもたらす方策をとったとされている。江戸の城下・近郊の花見の名所は上野寛永寺、飛鳥山、隅田川堤の他にも、御殿山、愛宕山、玉川上水など少なからずあった。この時期の花見を題材にした落語としては、『長屋の花見』や『あたま山』、飛鳥山の花見を想定して作られた『花見の仇討（あだうち）』などがある。
明治に入ると、サクラが植えられていた江戸の庭園や大名屋敷は次々と取り壊されてサクラも焚き木とされ、江戸時代に改良された多くの品種も絶滅の危機に瀕した。東京・駒込の植木職人・高木孫右衛門はこれを集めて自宅の庭に移植して84の品種を守り、1886年には荒川堤のサクラ並木造成に協力し、1910年には花見の新名所として定着。78種が植栽された荒川のサクラは各地の研究施設に移植されて品種の保存が行なわれ、全国へ広がった（1912年には、日米友好の印として荒川のサクラの苗木3000本がアメリカ合衆国の首都ワシントンに贈られ、ポトマック川畔に植栽された）。

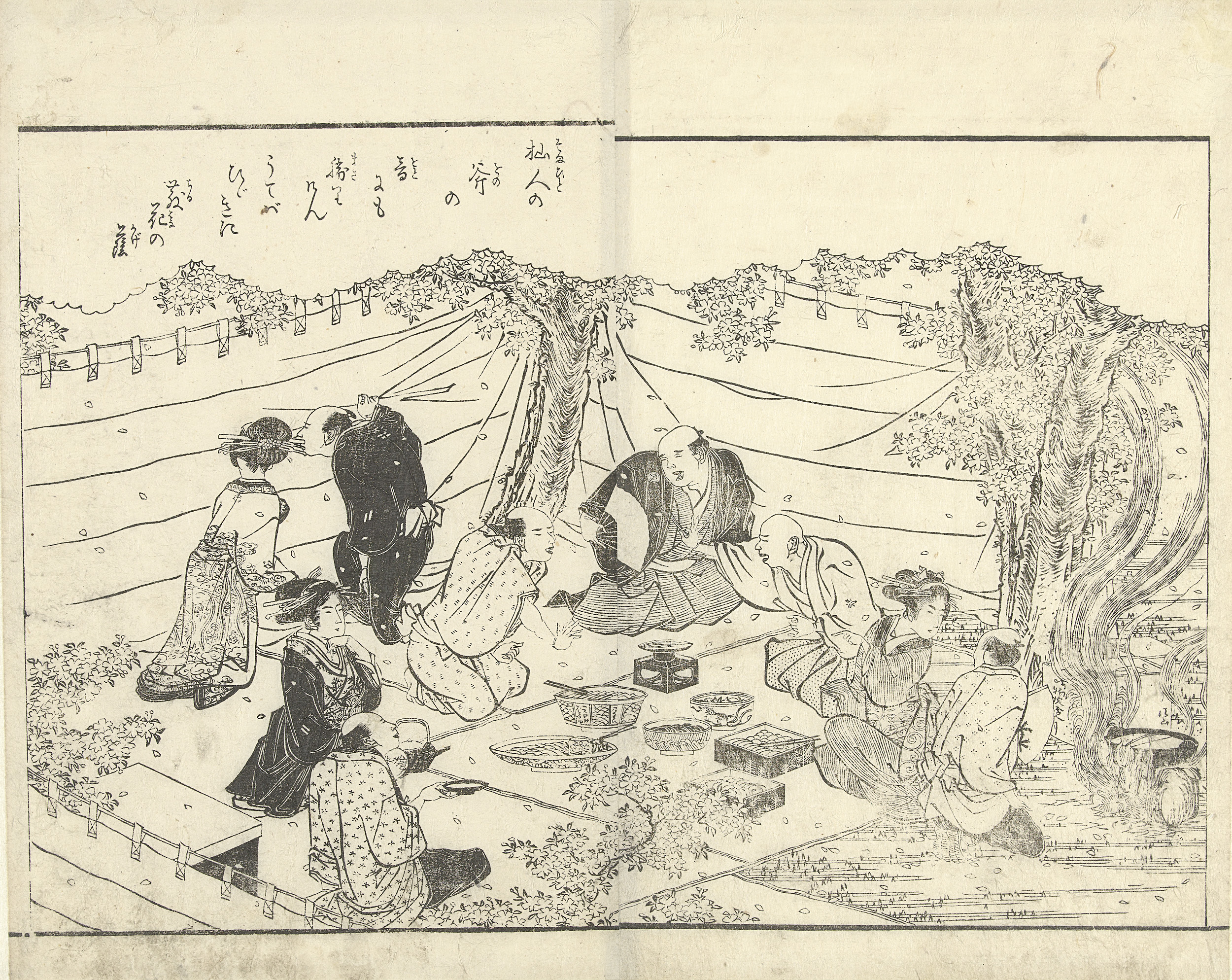
勝川春亭による花見の図。1820年頃
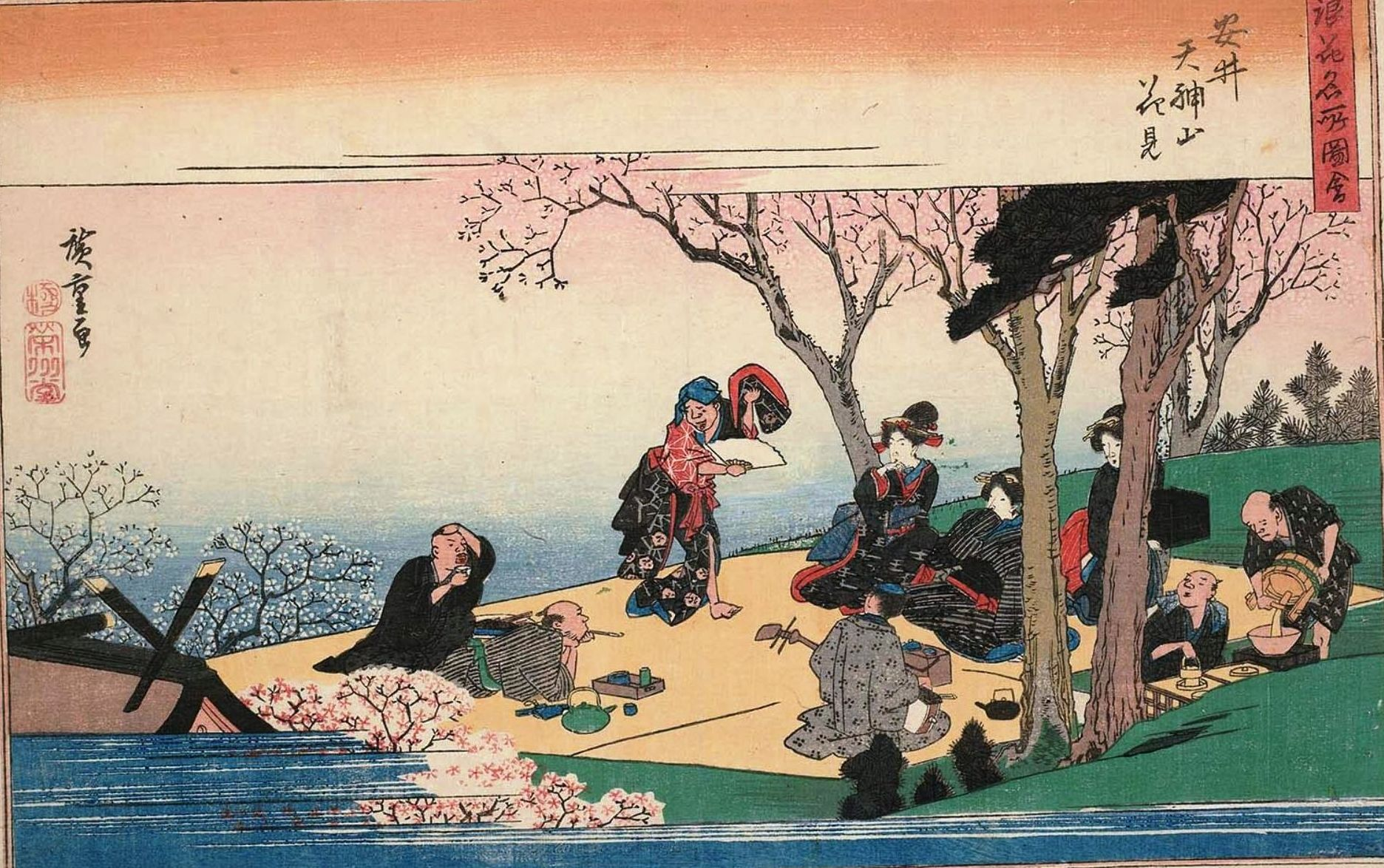
歌川広重「浪花名所図会 安井天神山花見」（1834年頃制作[10]）[11]。踊りに興じる花見客。花見弁当に酒、三味線も見える。
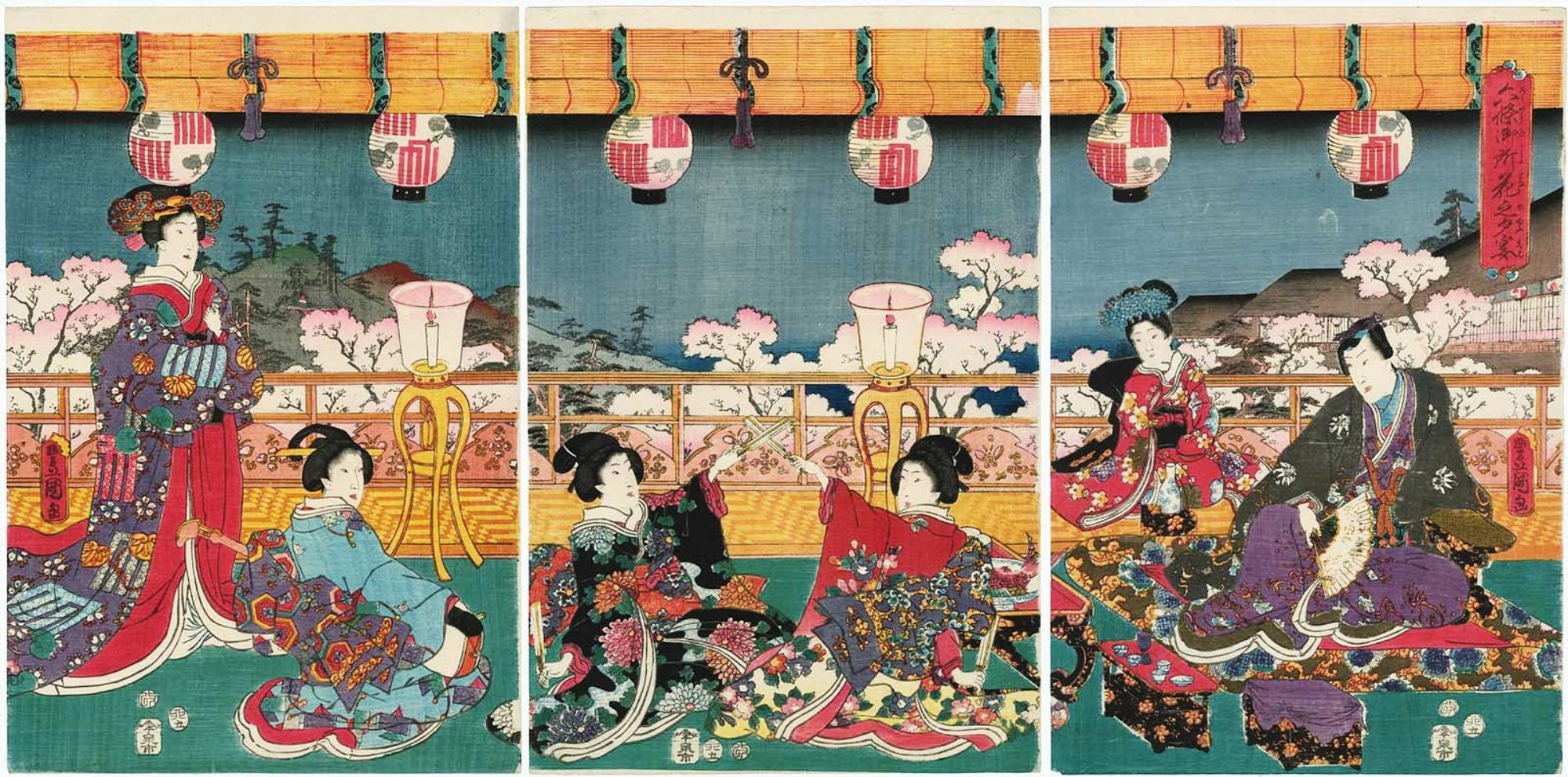
歌川国貞「六条御所花之夕宴」（1855年制作）
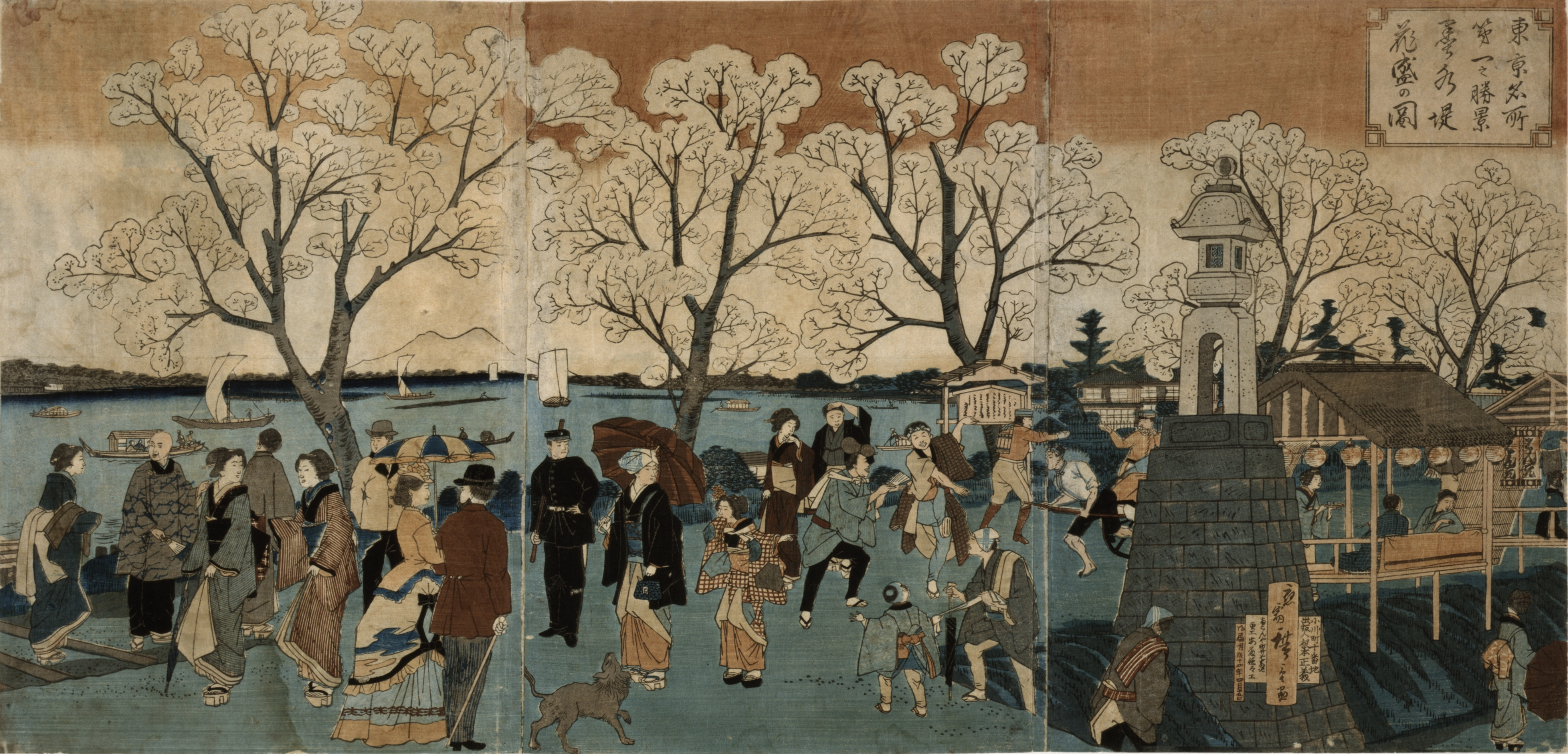
墨堤（隅田川の堤）の花見客を描いた三代広重の「東京名所第一の勝景墨水堤花盛の図」1881年。
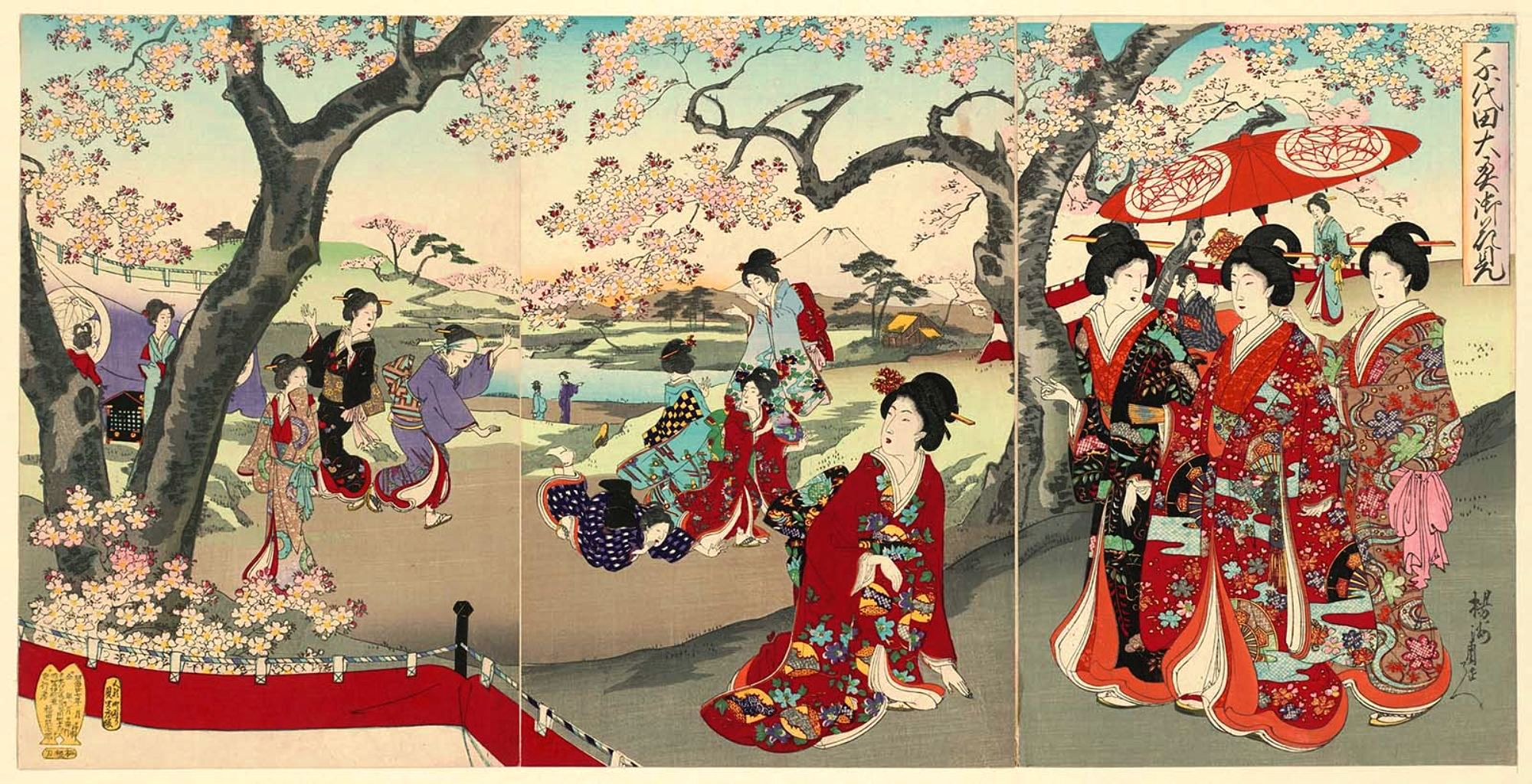
楊洲周延「千代田大奥 御花見」（1894年制作）[13]。大奥の女性たちの花見。
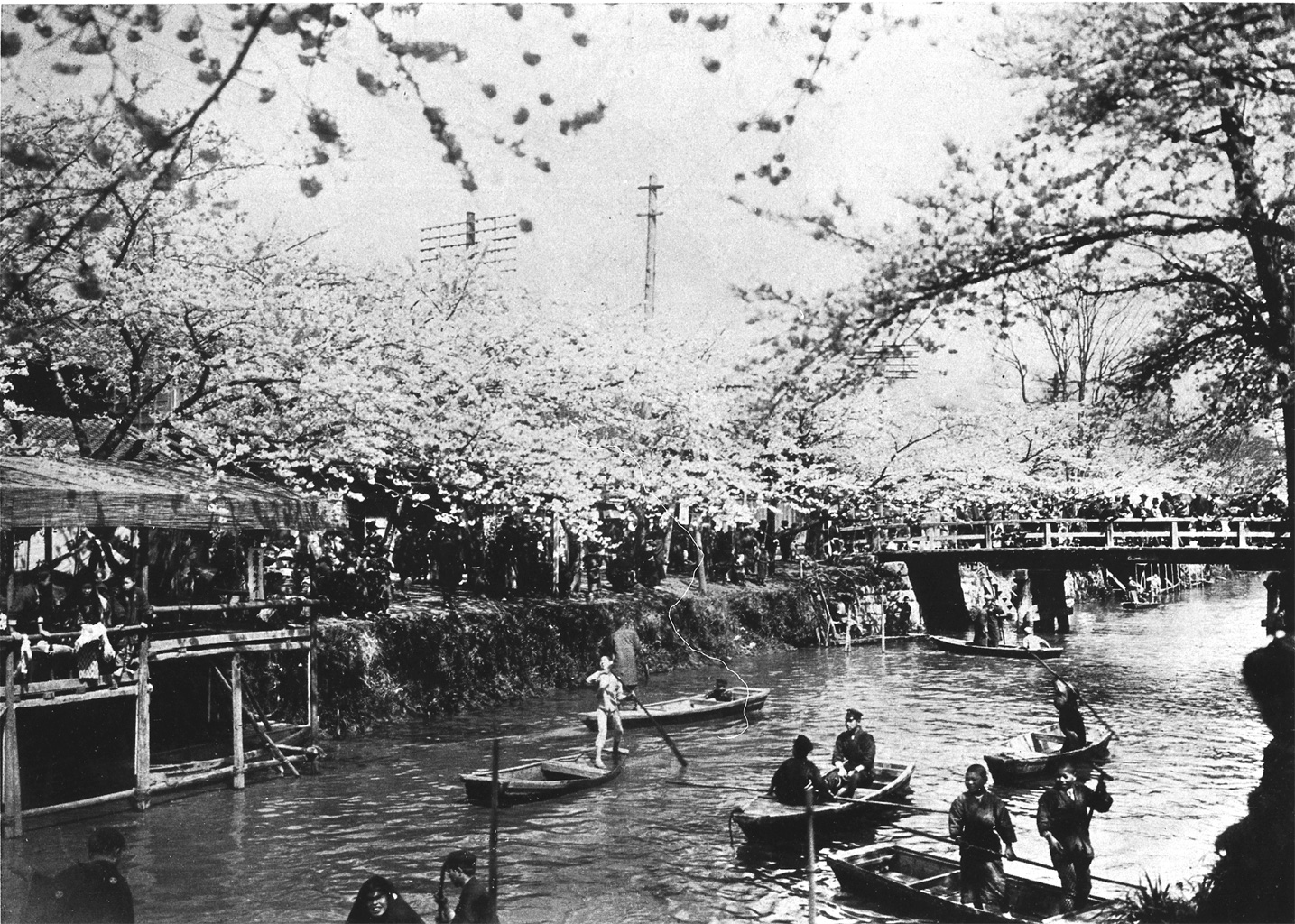
江戸川桜花満開（「東京名所写真帖」 1910年7月発刊）

大正年間には、サクラの花見を目的とした訪日外国人も見られ始め、1917年（大正6年）4月の上陸外国人は2200人を数えた。

## 現在の花見

### 開花・満開時期の地域差
サクラは品種によって開花・満開時期が異なる。各地域でのサクラの開花予想日は、毎年2月から4月にかけて各民間気象会社から発表され、同じ日に開花予想された地域を結んだ線は桜前線と呼ばれる。この前線は各地のソメイヨシノ種の標本木を基準にしているため、気候や地形によっても開花の時期が前後する。ただし北海道では道南や札幌ではソメイヨシノを用いるが、それが育たない他の地域ではエゾヤマザクラ、さらに開花の遅い根室などではチシマザクラが用いられる。逆に開花の早い沖縄では標本木にカンヒザクラを用いる。緯度の違いや気候や品種の違いから、日本全国の開花時期は1月から5月までの長期にわたる。
気象庁では、サクラの開花日とは「標本木で5〜6輪以上の花が開いた状態となった最初の日」を指し、満開日とは「標本木で80%以上のつぼみが開いた状態となった最初の日」を指す。開花から満開までの間は、咲き具合によって「五分咲き」などと表現される。
このように花見の適期は地域によって異なる。年度末の3月が適期の地域では卒業式や送別会、年度初めの4月が適期の地域では、入学式や始業式、歓迎会などとのイメージと重なり合い、それらを祝う宴会として花見をする場合もある。
北海道では4月-5月の開花である蝦夷霞桜もみられる。秋の紅葉シーズンに「観楓会」と呼ばれる宴会が実施される習慣がある。
花見では食品・酒類が多く消費され、宿泊を伴って多数の観光客が訪れる「サクラの名所」もある。このため春には日本各地で、経済効果を期待して「サクラまつり」等の名称でイベントやキャンペーンが開かれる。例えば、青森県弘前市は弘前城でのサクラの満開が、関東地方でサクラの多くが散った後のゴールデンウイークの重なることが多いため花見目的の旅行先として人気が高い。近年は連休に合わせた「弘前桜さくらまつり」より満開が早まる傾向があり、サクラの樹の根元に雪を積み上げて連休に重なるよう開花・満開時期を遅らせる調整が試みられたこともある。
桜吹雪とは桜林やサクラ並木のある所で風などにより数多くの花弁が舞い散るさまであり、その美しさも愛でられる。全て散った後には葉桜と呼ばれる状態になる。

### 夜桜見物
夜に花見をすることは夜桜（よざくら）または夜桜見物（よざくらけんぶつ）と呼ばれる。東京では上野公園や靖国神社など一部のサクラの名所では夜桜のために、ぼんぼりを設置することがある。
東京国立博物館などのように普段は一般公開されていないが花見の季節に特別公開されたり、六義園などのように幻想的にライトアップし夜間特別公開される。こうした機会は秋の紅葉でも持たれることが多い。

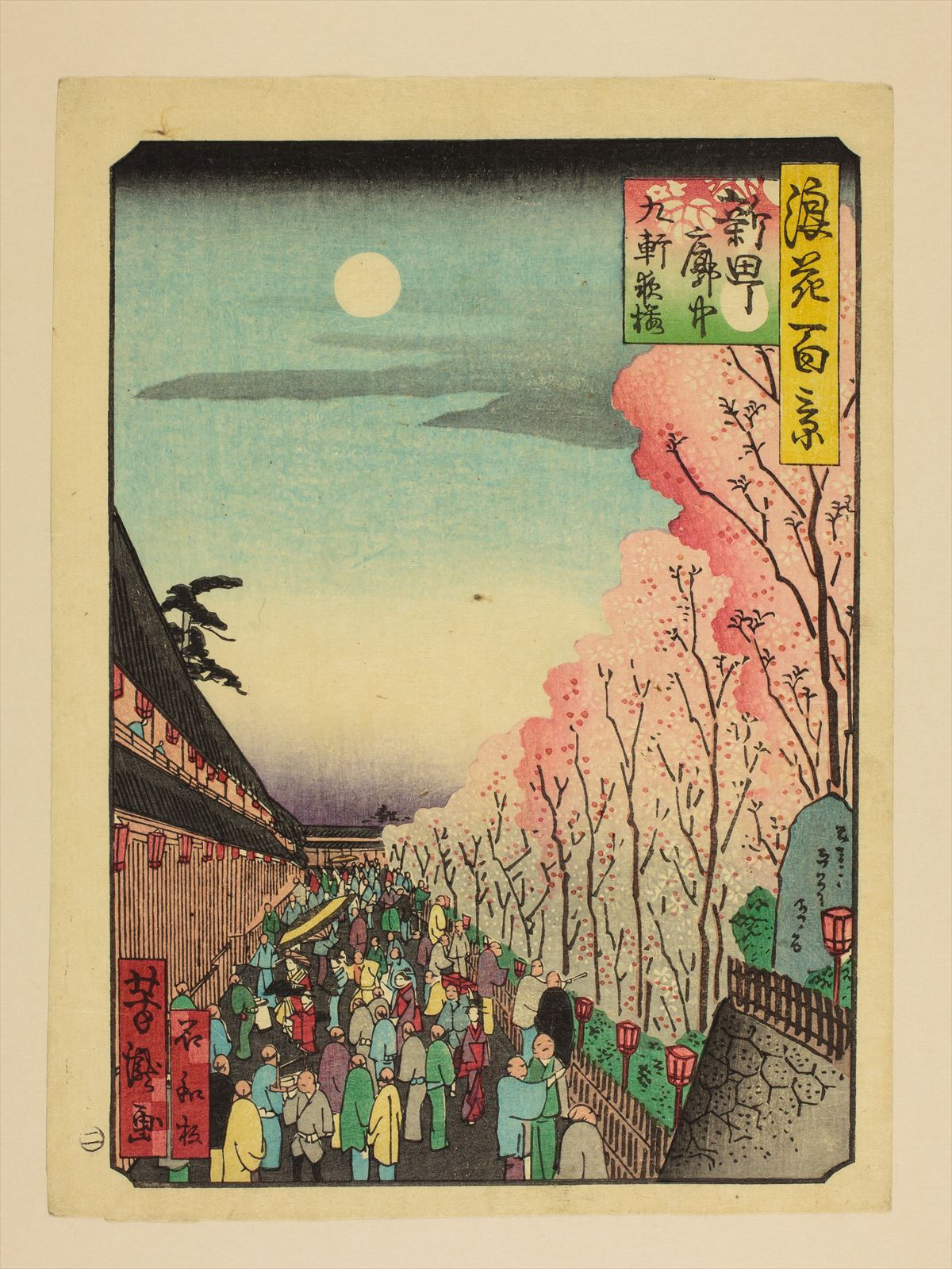
幕末の夜桜見物
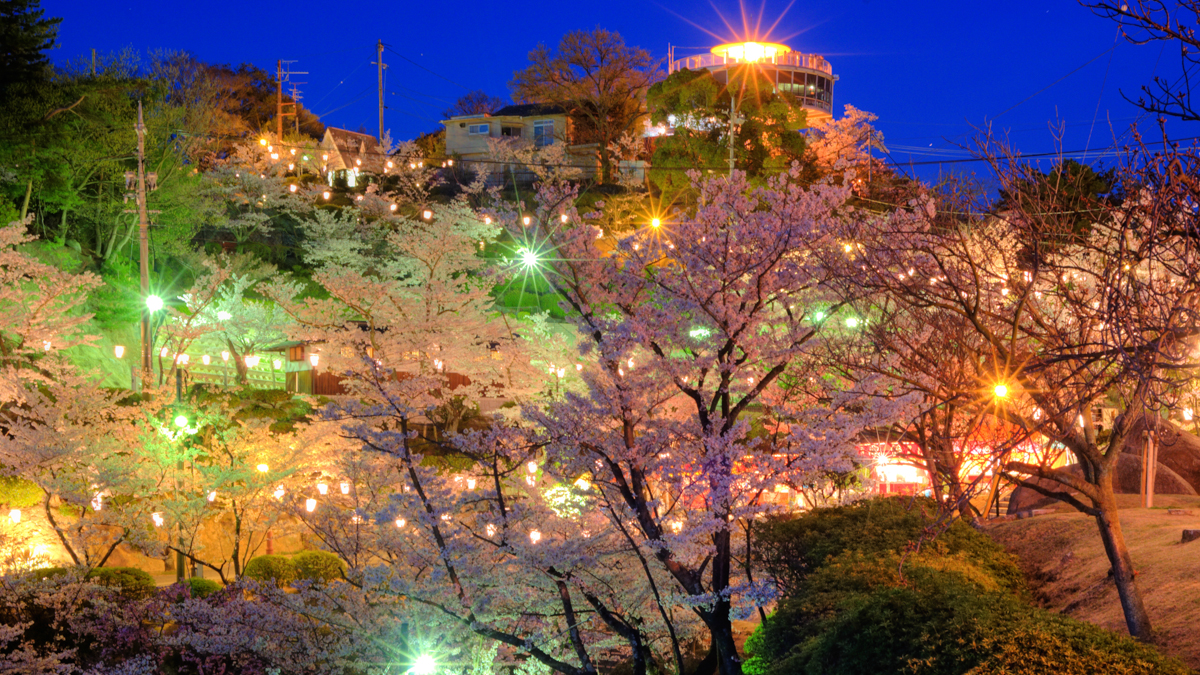
色味の異なる光源による夜桜
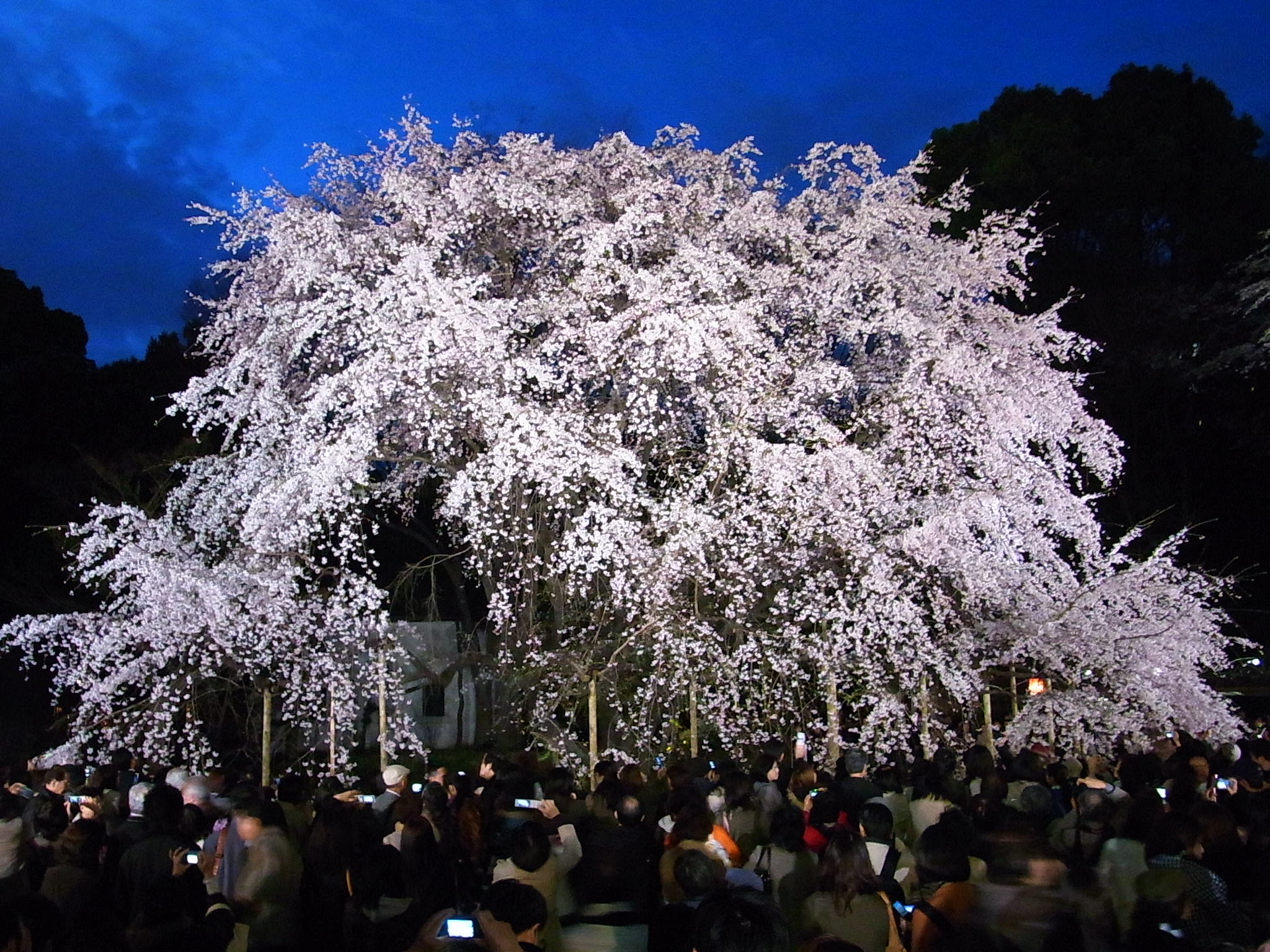
東京都文京区の六義園 夜の枝垂桜（2010年4月1日撮影）
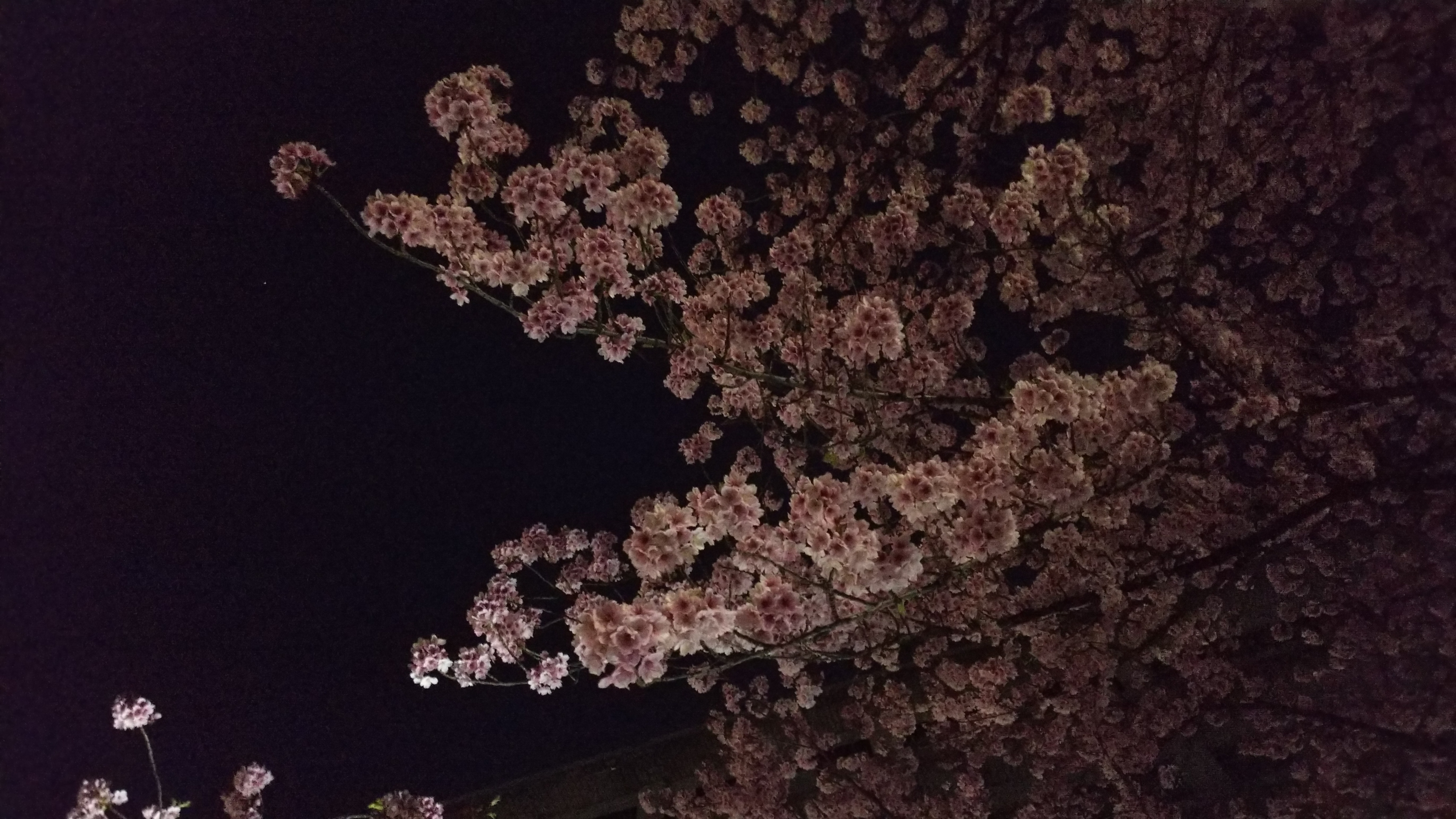
東京都千代田区の潮見坂のサクラ（2019年3月24日撮影）

### 花見団子

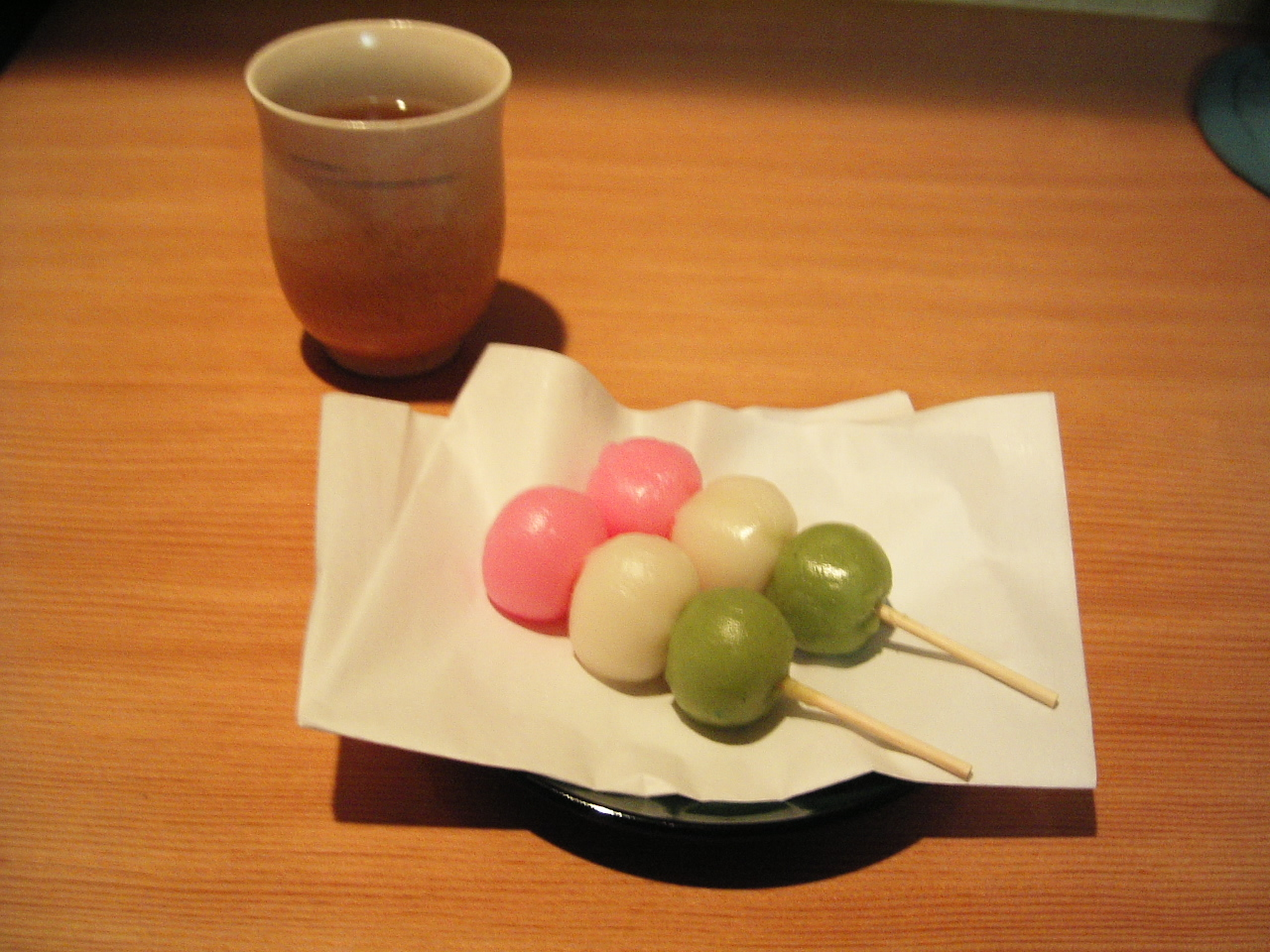
花見団子（下）と茶（上）
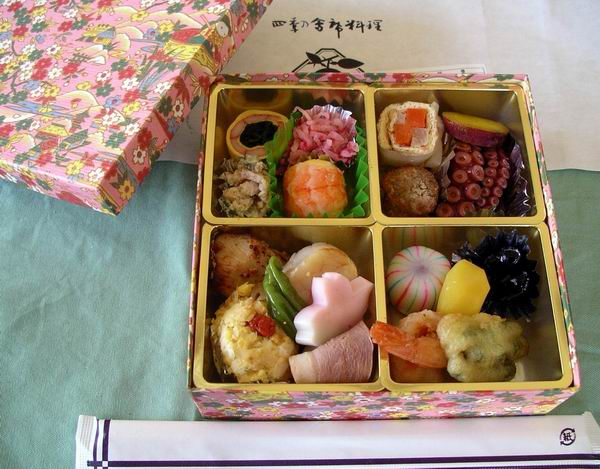
花見弁当

花見には団子がつきものといわれている。「花見団子」などともいい、庶民の花見の供として江戸時代から定番となっており、桜色（薄い赤色）・白色・緑色などの色で華やかな色彩を付ける。この3色の組み合わせが一般的でサクラ色はサクラを表して春の息吹を、白は雪で冬の名残を、緑はヨモギで夏への予兆を表現している。
「花より団子」という諺は花見団子に由来し、花の観賞という審美的な行為より団子という実質を選ぶ行動を揶揄したもの。天然記念物クラスの枝振りが見事なサクラやウメ、歴史のあるサクラやウメなどの下では茶席が設けられる事が多い。

### 花見弁当
江戸時代から花見には花見弁当が欠かせないものとしてあり、日本酒も持ち運べる構造の段重ねの重箱などが使われた。現在でも、日本料理店などが趣向を凝らした花見弁当の注文に応じている。

### エア花見
花見シーズンは、気温の面で三寒四温とも呼ばれる不安定さがあり、日較差も大きい（最低気温と最高気温の差が大きい）傾向もあるため、花見当日の気温に見合った防寒対策をしないと体調を崩してしまう。また、予定していた花見の日に風雨に見舞われることもあるし、花見会場での混雑やトラブルを嫌う人も多い。さらに、花見シーズンはスギ花粉の飛散時期とも重なり、スギ花粉症患者にとって野外での花見は症状悪化を来す。
このように、野外での花見は様々な困難を乗り越えて実施されるため、それらを回避できる屋内で、疑似的な花見が出来るサービスが生れている。サクラの生花や造花をオーナメントとして飾り付ける店舗はしばしば見られるが、これを有料の宴会パッケージとした飲食のサービスにした場合、「エア花見」と呼ばれる。
なお、従前には無かったサクラのバーチャルリアリティー（VR）画像配信（ウェザーニューズ社などが提供）も、「エア花見」と称される。

### 諸問題
花見は人気が高い行事で、酒宴を伴うことが多いため、集団心理や酒酔いの影響などでトラブルが起きやすい。夜桜見物を目的に、まだ明るいうちから陣取り用に広げられたビニールシートは景観を損なう。
花見が始まった後も、大音量でのカラオケを歌ったり音楽を流したりする、火気の使用、立小便、酔った勢いでサクラの枝を折ったり樹を傷つけたりする等してサクラに悪影響を与える等、他の花見客や近隣住民に対する迷惑行為を行う集団・団体が増えたり、帰路に飲酒運転を行うなど、大きな社会問題となっている。
特にコンビニエンスストアの増加により、弁当やペットボトルなどをレジ袋に入れて容易に入手可能になった半面、花見で出るゴミの量が急増。ゴミを放置して帰ったり、帰路に所構わず捨てたりする花見客が増え、各地で花見客によるゴミ散乱が問題になっている。
これらへの対処のため、警察官がパトロールしたり、自治体や観光団体が警備員を雇ったりすることもある。福岡市は天神中央公園で、場所取り合戦への対策として予約制を導入したことに加えて、2018年には有料制（1区画2時間で500円）を施行した。
同じようなゴミ問題対策として、近年では神奈川県川崎市高津区瀬田の多摩川河川敷のバーベキュー問題があり、こちらも有料化や条例制定を行うことで、問題の緩和にある程度成功している。

## 花見の樹種
現代日本でサクラの8割程度をソメイヨシノが占めるようになったのは、明治以降の植樹による人為的なものである。中世以前に和歌に詠まれたサクラの多くは山桜であった。江戸時代の花見は、様々な種類のサクラが次々と咲く「群桜」（むれざくら）を楽しんでいた。
現在、全国に多数植えられたソメイヨシノは寿命を迎えつつあり、病虫害も起きている。このため多くの公園などでサクラの植え替えが行われており、これにより開花時期が大きく異なっている。例えば、三重県のともやま公園ではソメイヨシノの他に河津桜、吉野桜などを交互に植えるなどしてサクラ並木の延命作業を行っている。
このため開花時期の異なる木が混在するなど、僅かながら花見の時期も異なり始めている。

## 日本国外の花見

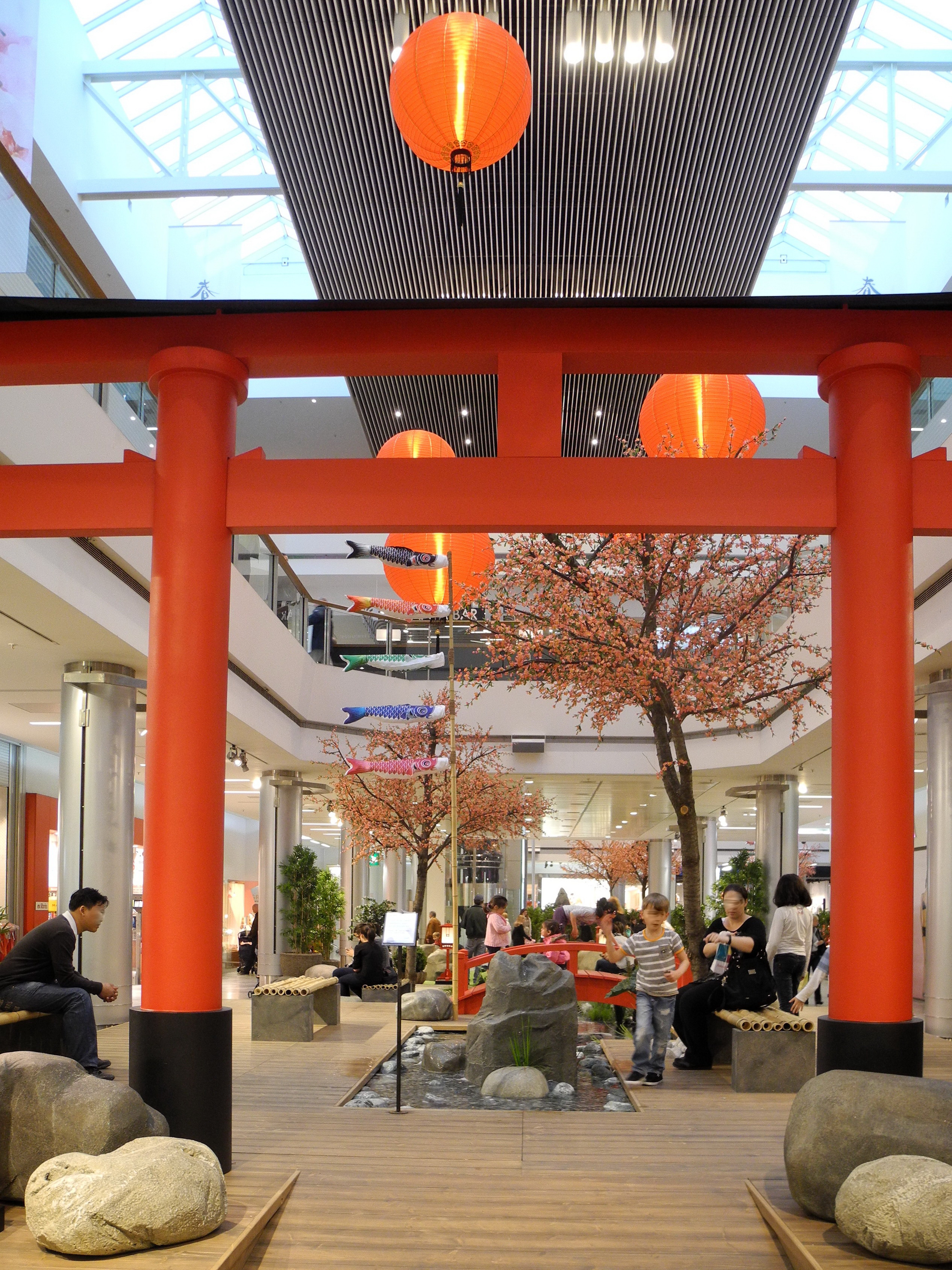
チューリッヒ近郊のショッピングモールの飾り付け
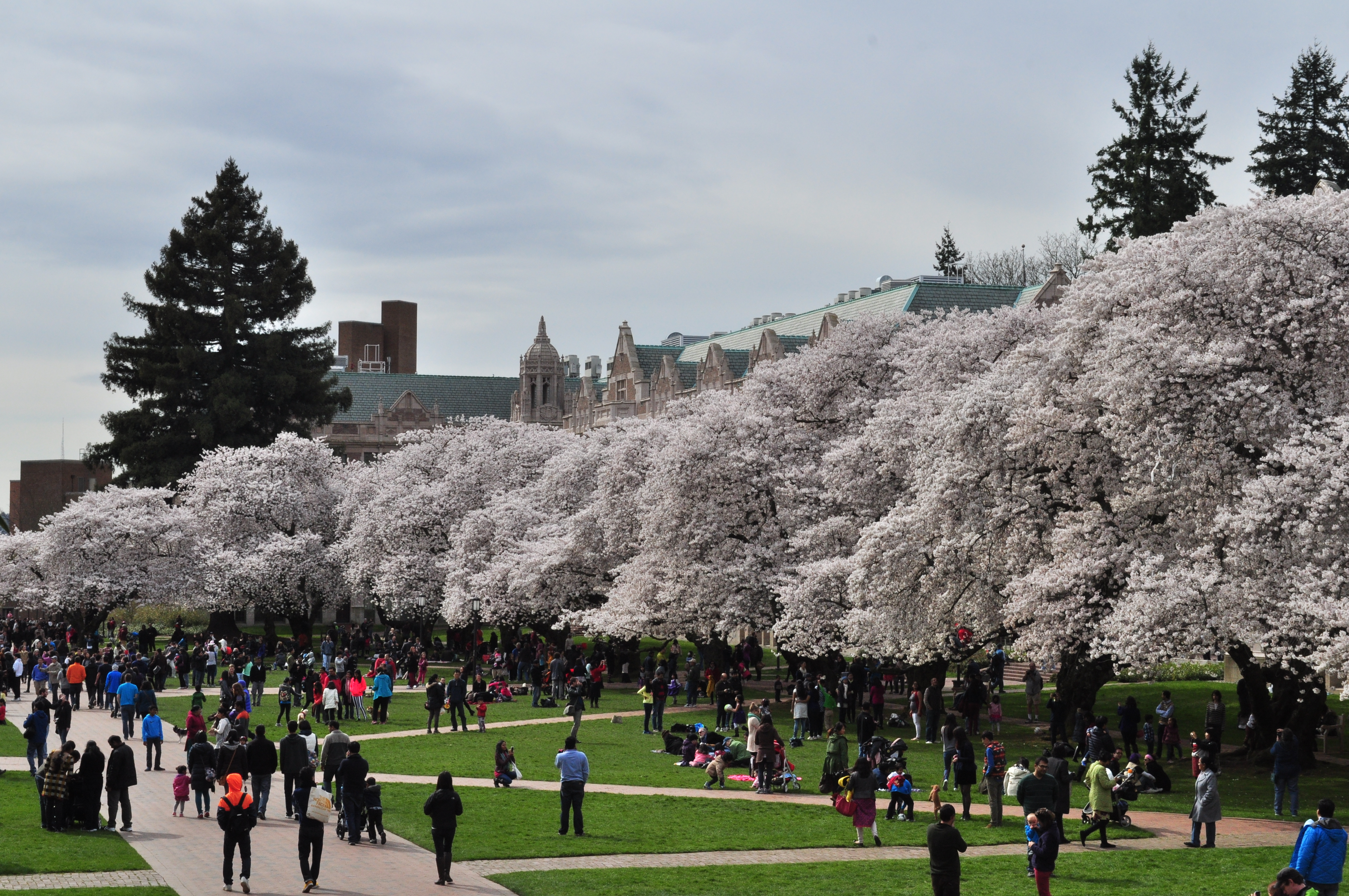
ワシントン大学（アメリカ合衆国シアトル）

日本統治時代がある台湾や韓国でも花見をする習慣がある。沖縄県より南に位置する中華民国では、1月下旬から4月頃まで様々な品種のサクラが咲き、特に旧正月明けから陽明山や阿里山といった名所に多数の花見客が押し寄せる。新潟県とほぼ同緯度にある韓国のソウルでは、4月初旬頃からサクラが咲き始める。漢江沿いの1600本以上のソメイヨシノのサクラ並木周辺では「永登浦 汝矣島 春の花祭り」が開催され、数百万人が訪れる。
中華人民共和国には、日本人が直接植えたり贈ったりしたサクラがある大連市旅順口区（龍王塘桜花園、203高地）、武漢市（東湖桜花園、武漢大学）などが有名である。
個人・企業・各種団体の民間国際交流、あるいは姉妹都市交流を通じて、日本庭園が造られたり、街路樹としてサクラ並木が造られたり、公園内にサクラ並木が造られたりし、花見および日本文化祭が始まる例も見られる。
アメリカ合衆国の首都ワシントンD.C.のポトマック河畔には、1912年に東京市から寄贈されたサクラが植えられており、全米桜祭りが毎年行われている。同祭ではパレードやステージショーも開催され、アメリカ最大の日本文化祭となっている。ニューヨーク州ニューヨーク市のブルックリン植物園園内のサクラの遊歩道も、第一次世界大戦後に大日本帝国から贈られ、現在はサクラ祭りが開催されている。アメリカ合衆国では他に、ジョージア州メイコンでは多数のサクラが植えられており、「世界のサクラの都」を自称しており、「国際桜祭り」が開かれる。ハワイ州は熱帯なので大規模なサクラ並木はなく、ハワイ島のワイメアは高地にサクラが育っていて、「ワイメア桜伝統祭り」が2月初旬に開かれる。
札幌市より緯度が高い北ヨーロッパでも、フィンランドの首都ヘルシンキのサクラ公園は2007年に造られたばかりだが、既に花見と日本文化祭が開催されている。スウェーデンのストックホルムの王立公園（Royal National City Park）にも、日本から寄贈を受けたサクラが多数植えられていて、サクラ祭りも行われる。デンマーク・コペンハーゲンの人魚姫の像がある埠頭近くのランゲリニエ公園（Langelinie Park）の噴水池の両側には、広島市のアンデルセンが寄贈した二列のサクラ並木があり、ここでもサクラ祭りが行われる。
ブラジルでは日系人移民がサクラの植樹をする例が見られ、特にサンパウロのカルモ公園には約4000本のサクラがある。南半球にある同市では8月初旬の見頃の時期に合わせてさくら祭りが開催されており、多くの人々が集まる。なお、同じ日本文化である「七夕祭り」の時期でもあるため、七夕の「短冊」が満開のサクラの枝にくくりつけられるという独特の風習も生まれている。
ショッピングモールの飾りつけの1つとして花見をモチーフにする場合には、日本文化を象徴する様々なアイテムを混ぜ込む例も見られる。

### アーモンド
イタリアのシチリア島にある世界遺産都市アグリジェントでは、同じサクラ属の花であるアーモンド花祭（Festa del mandorlo in fiore）が開かれる。ポルトガルでも各所でアーモンド花祭（Festa da Amendoeira em Flor）が開催される。

### ギャラリー
アメリカ合衆国の花見

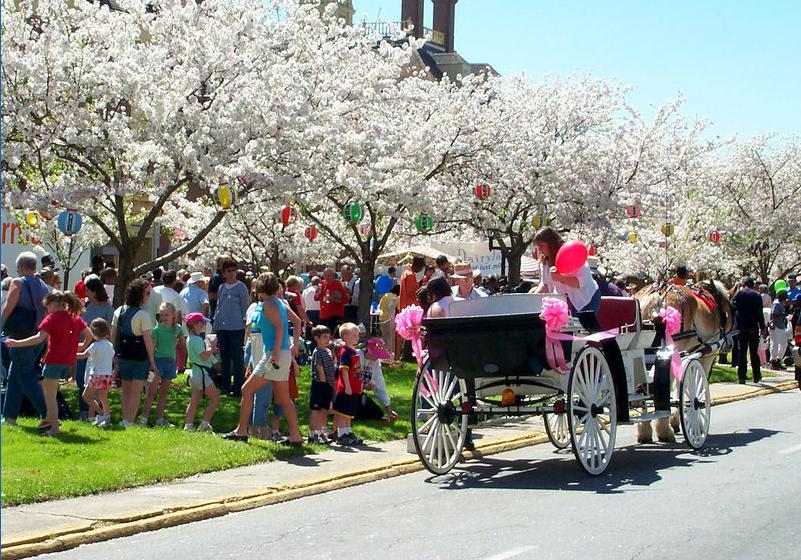
国際さくら祭り（英語版） （ジョージア州メイコン）
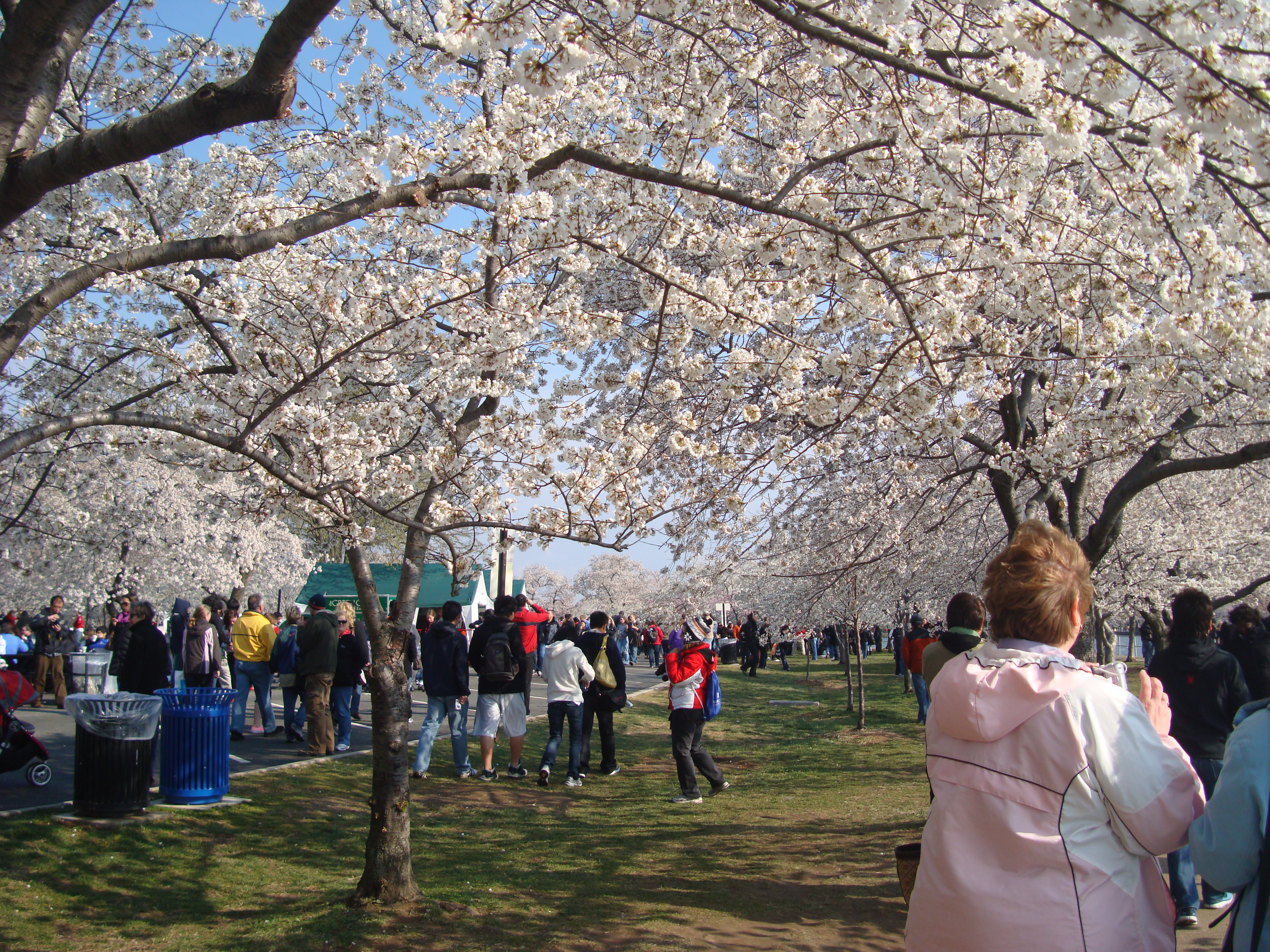
全米桜祭り （ワシントンD.C.）
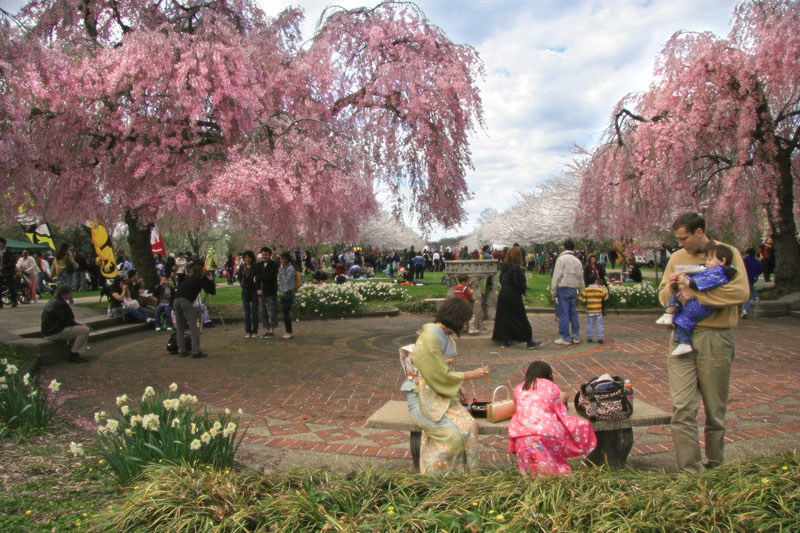
松風荘サクラ祭り（英語版）（フィラデルフィア）
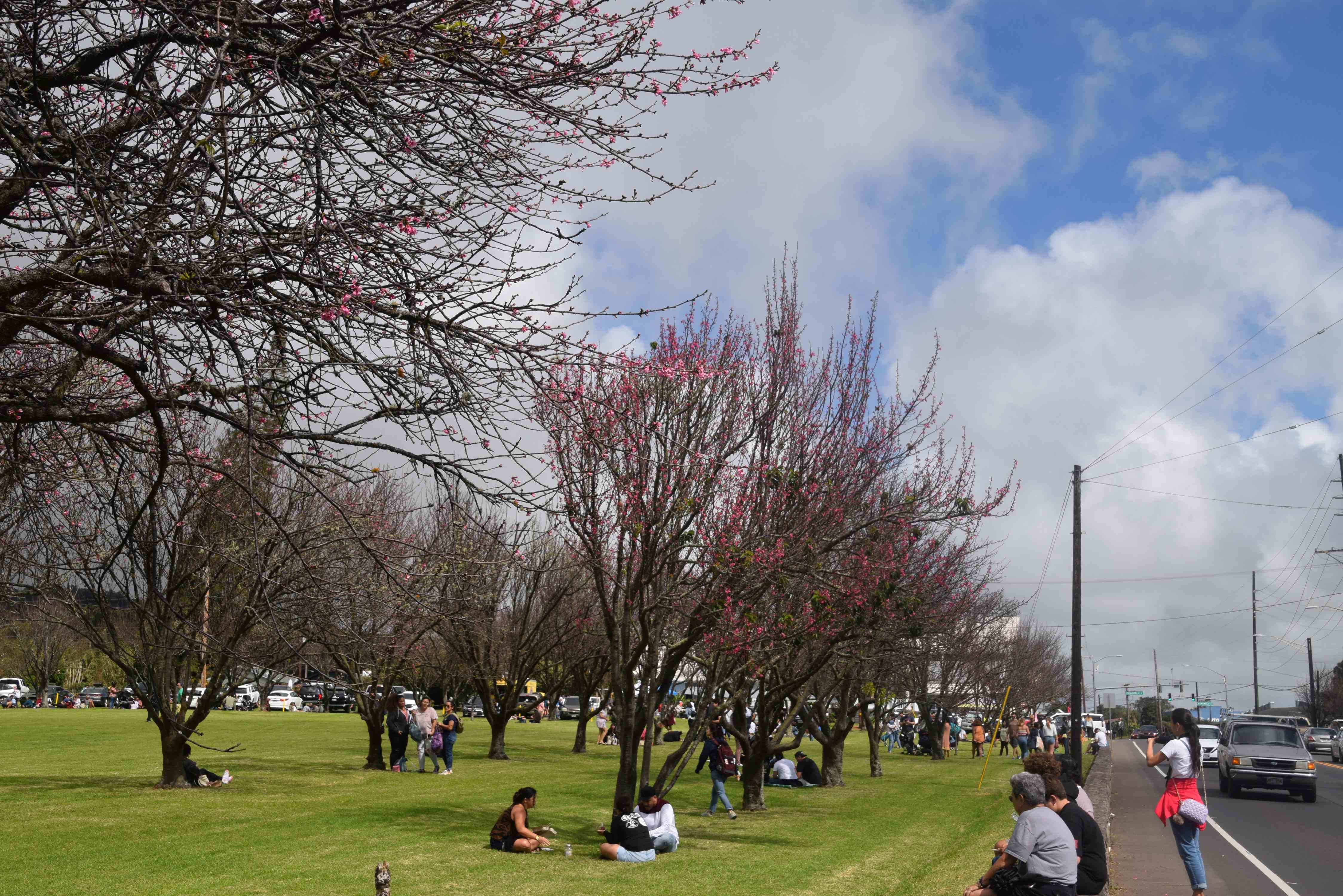
ワイメア桜と伝統祭り（ハワイ州ハワイ島）

アジアの花見

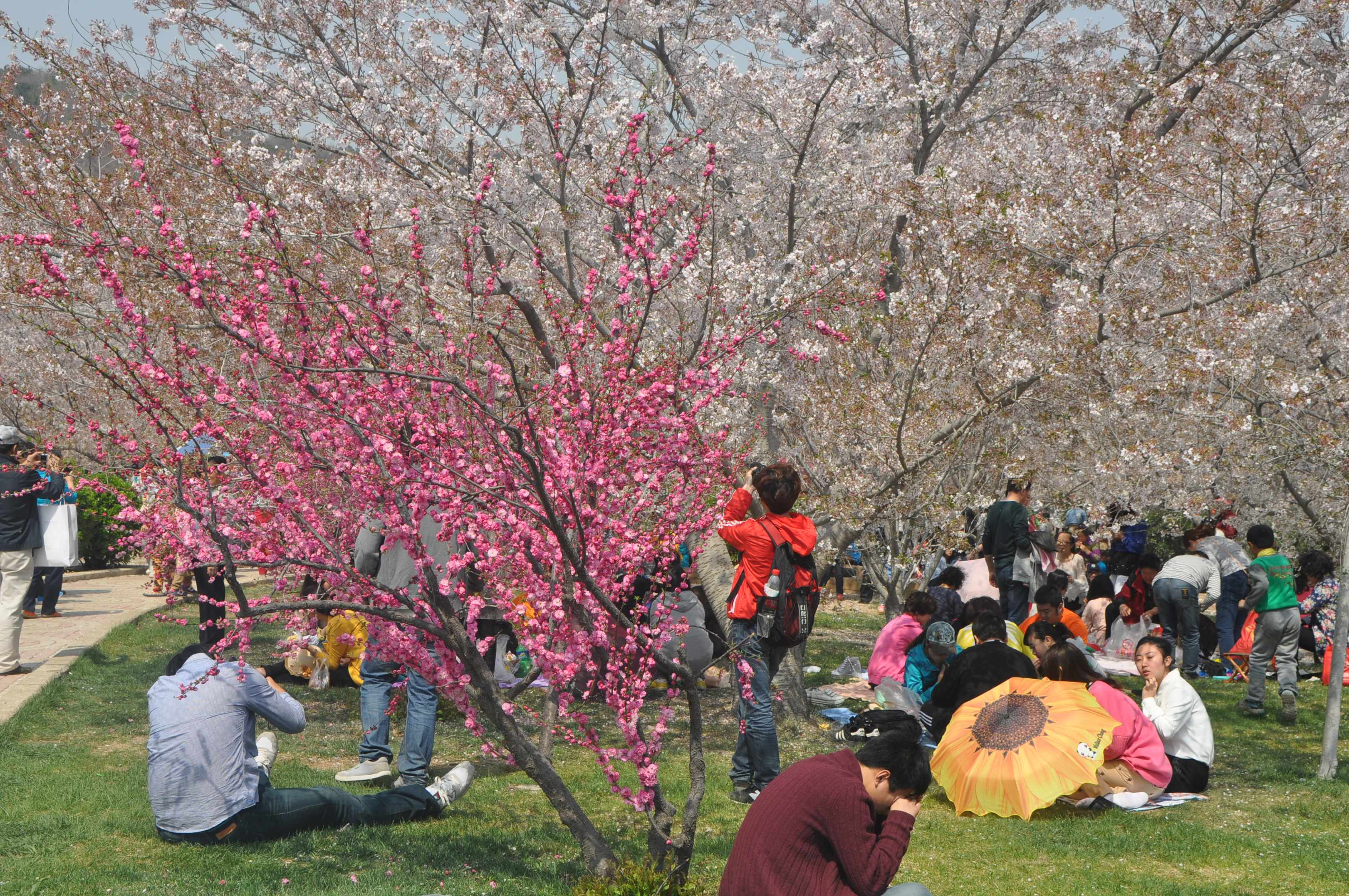
大連市龍王塘桜花園では日本と似た花見が行われる
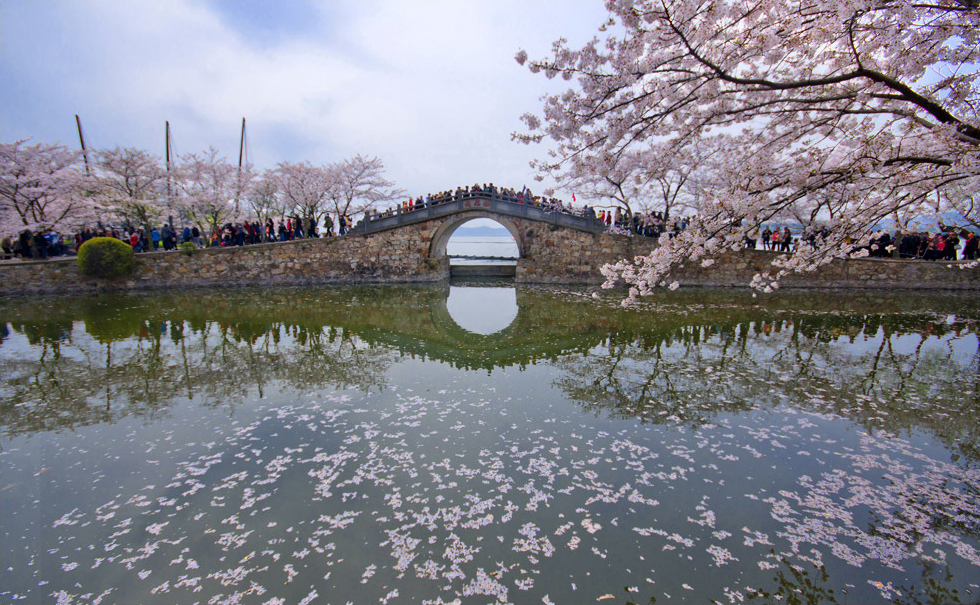
太湖・黿頭渚（英語版） 江蘇省（無錫市）
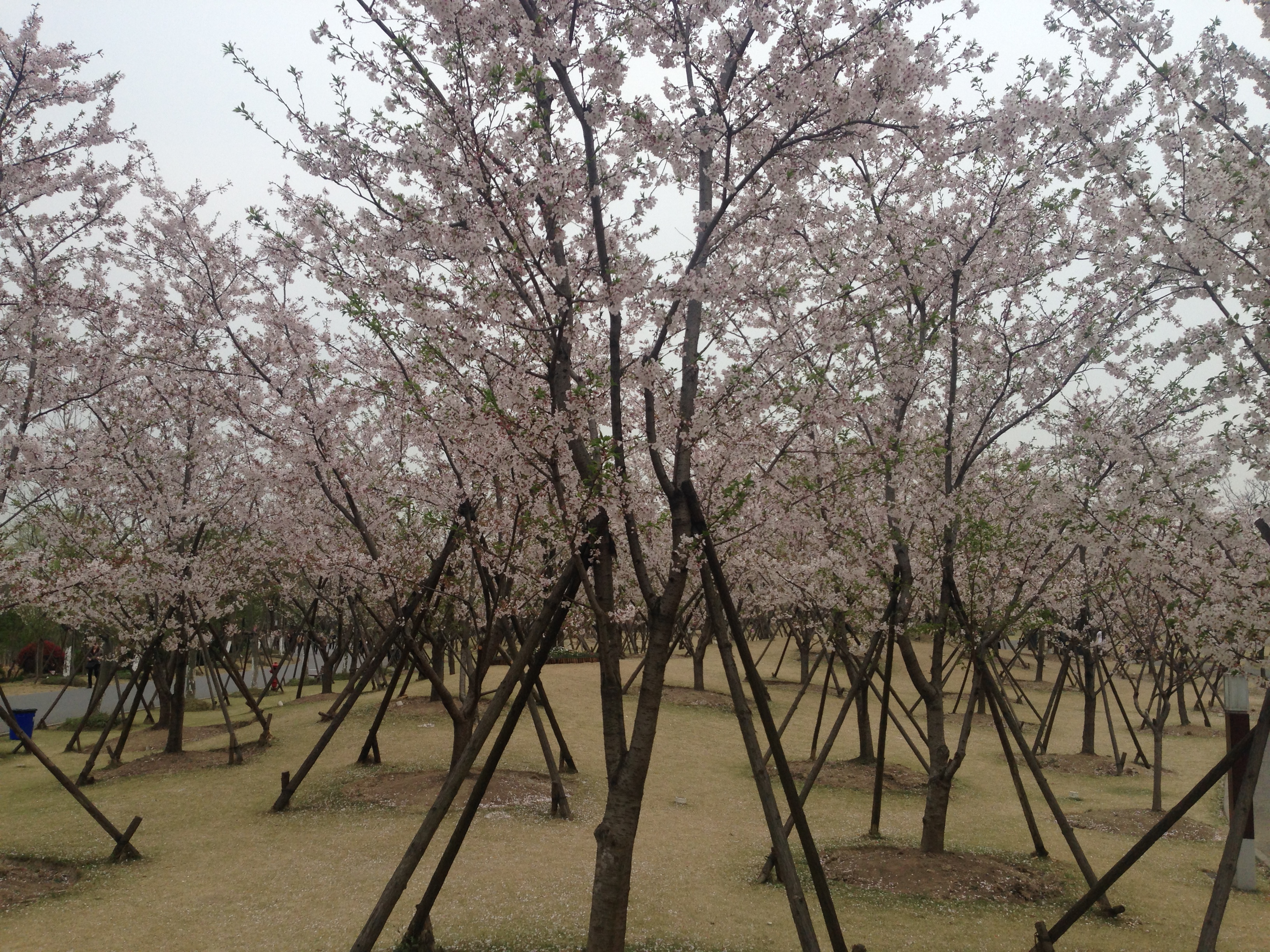
上海市顧村公園では「上海サクラ祭り」がある
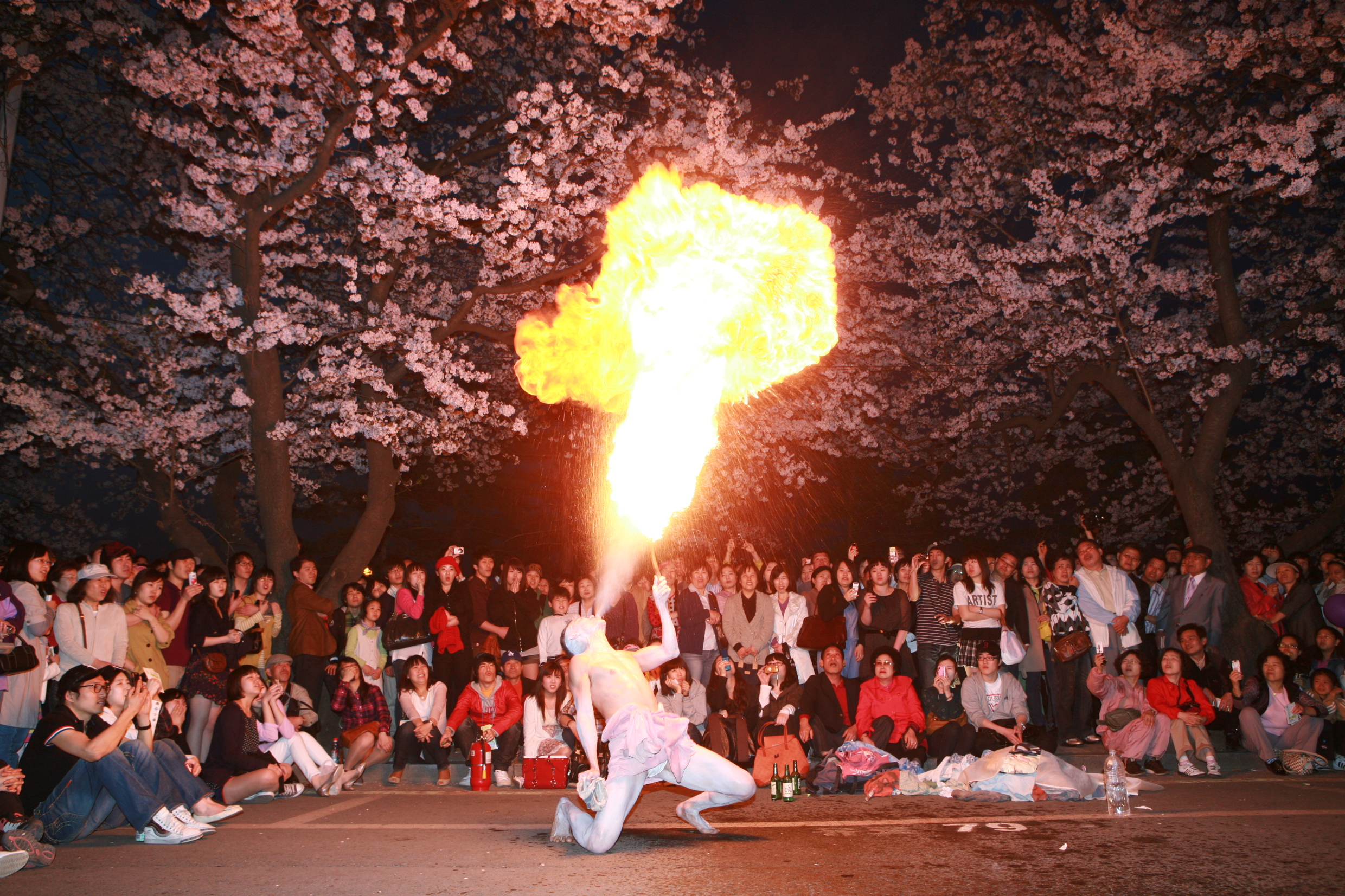
永登浦 汝矣島 春の花祭り （ソウル特別市）

ヨーロッパおよびブラジルの花見

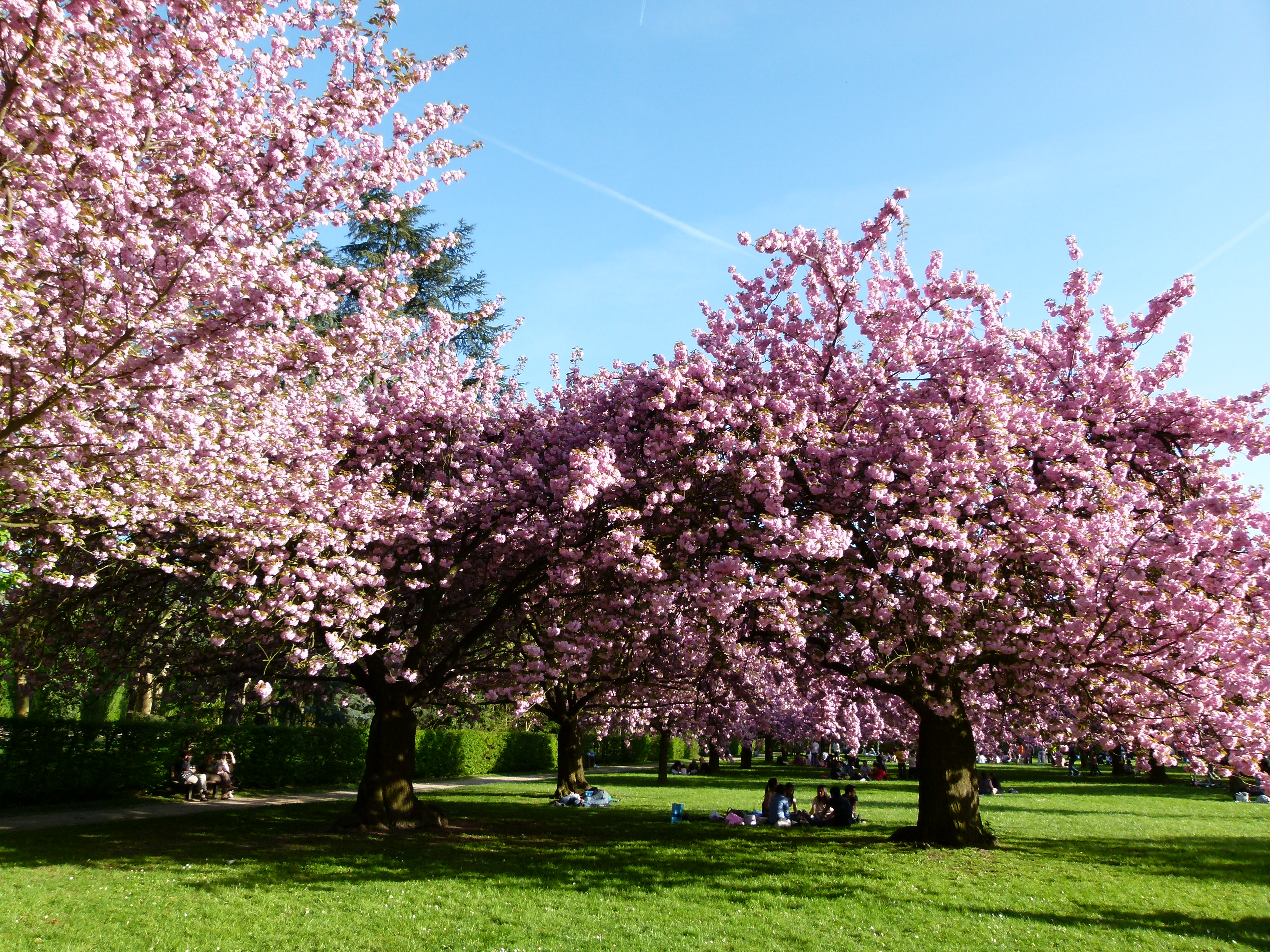
ソー公園（パリ郊外）
EURの湖水中央公園（ローマ）
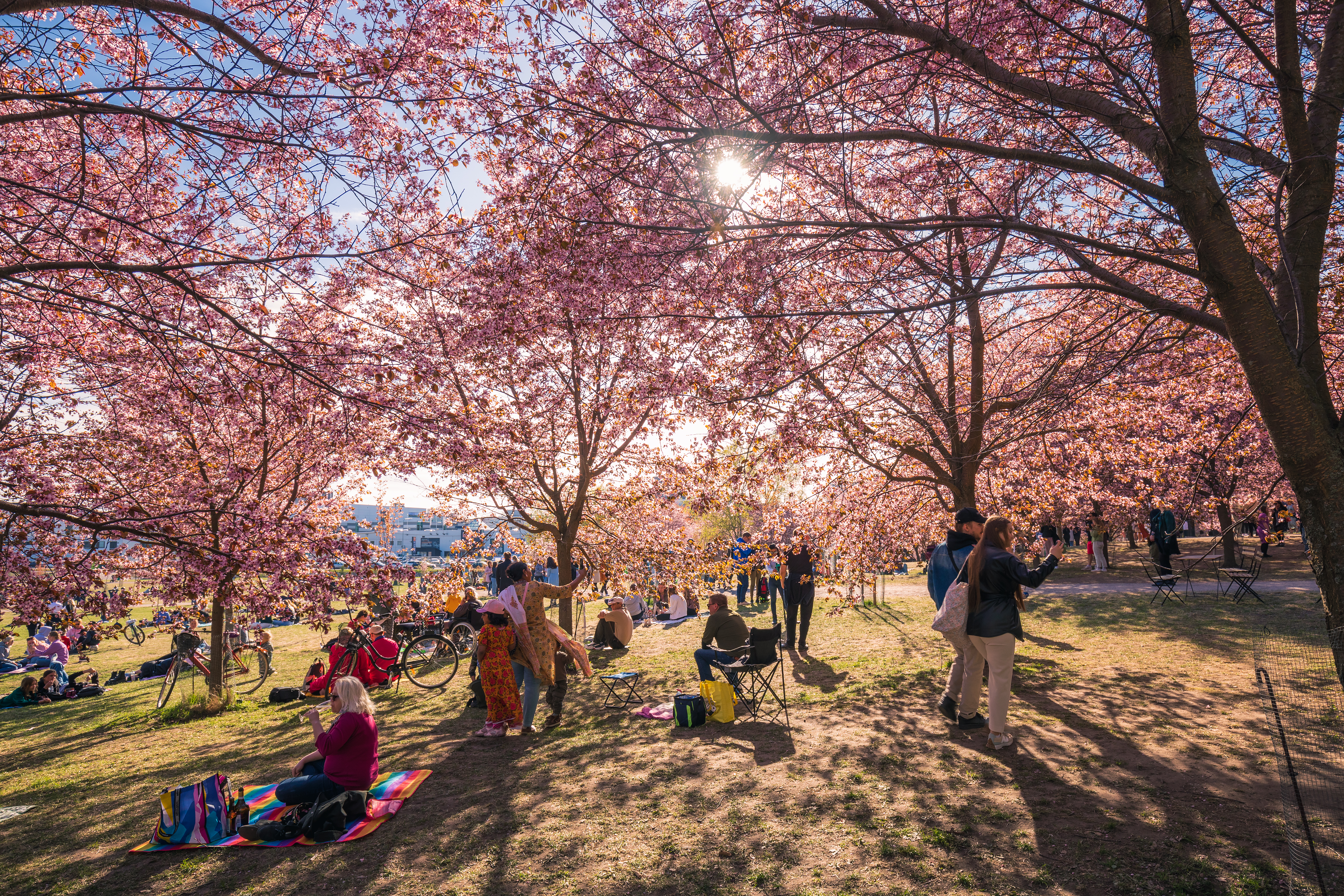
サクラ公園（英語版）（ヘルシンキ）
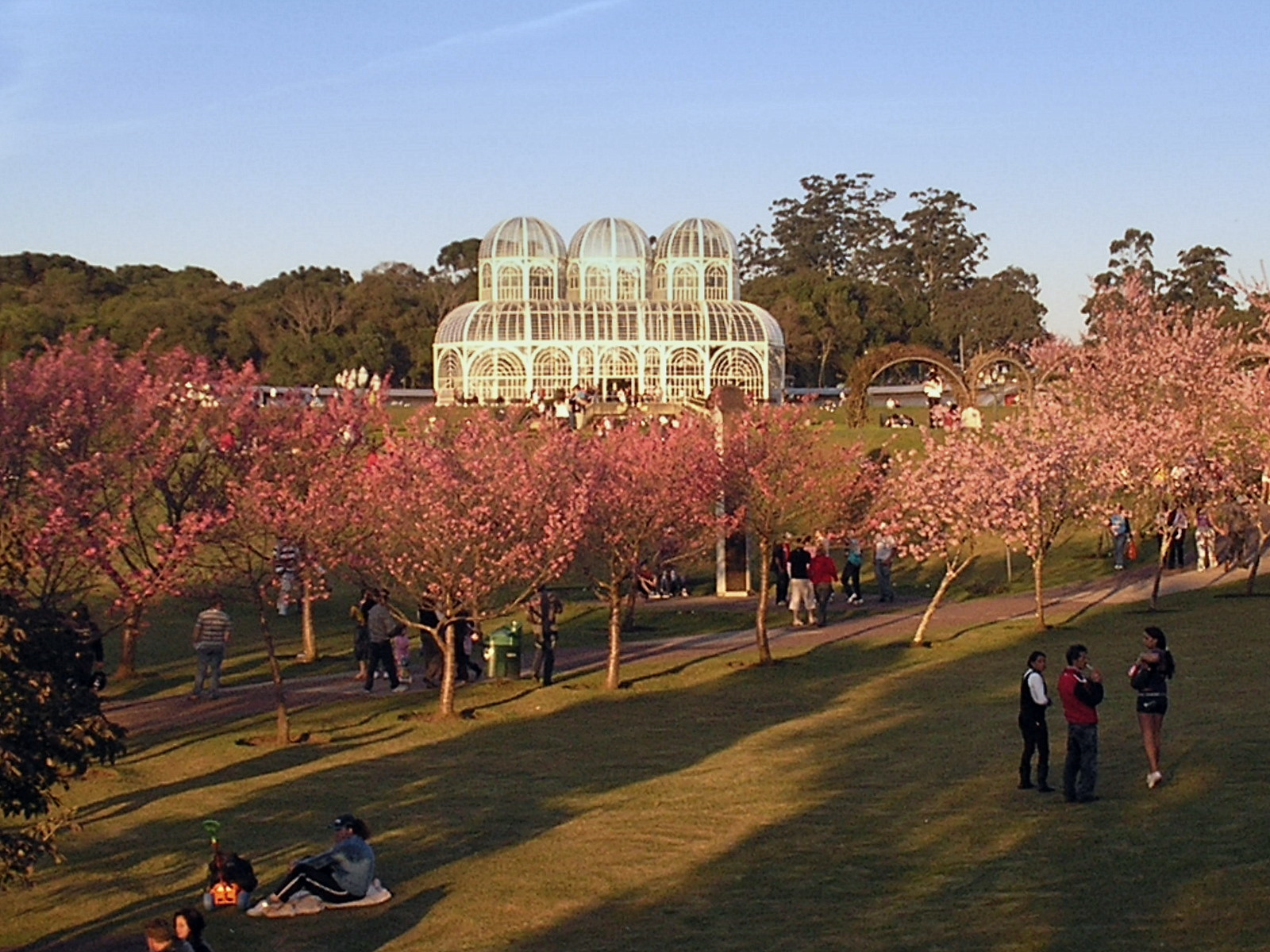
クリチバ植物園（クリチバ）

## 日本の花見の名所の例

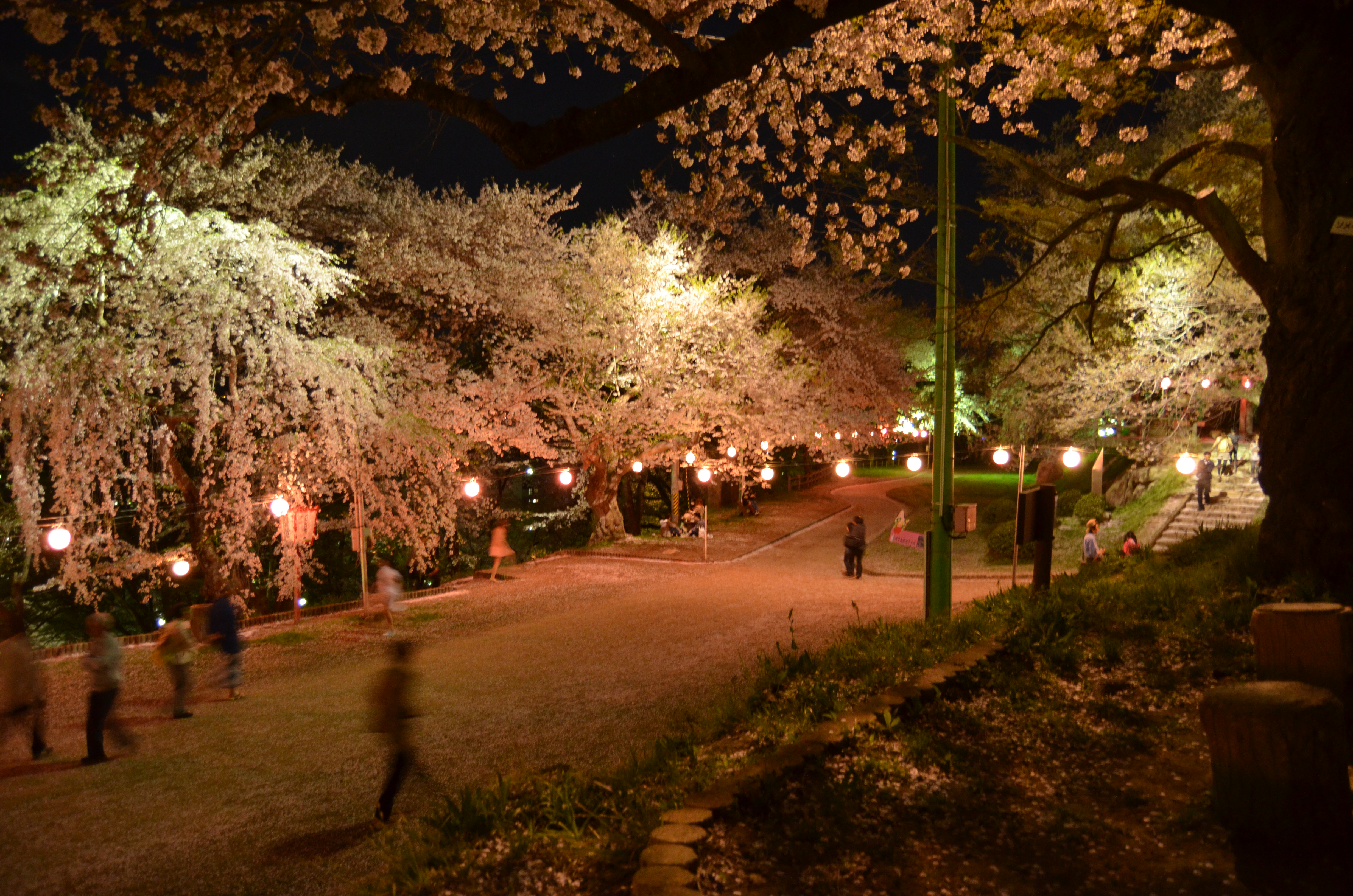
烏帽子山公園（山形県） 街灯と提灯
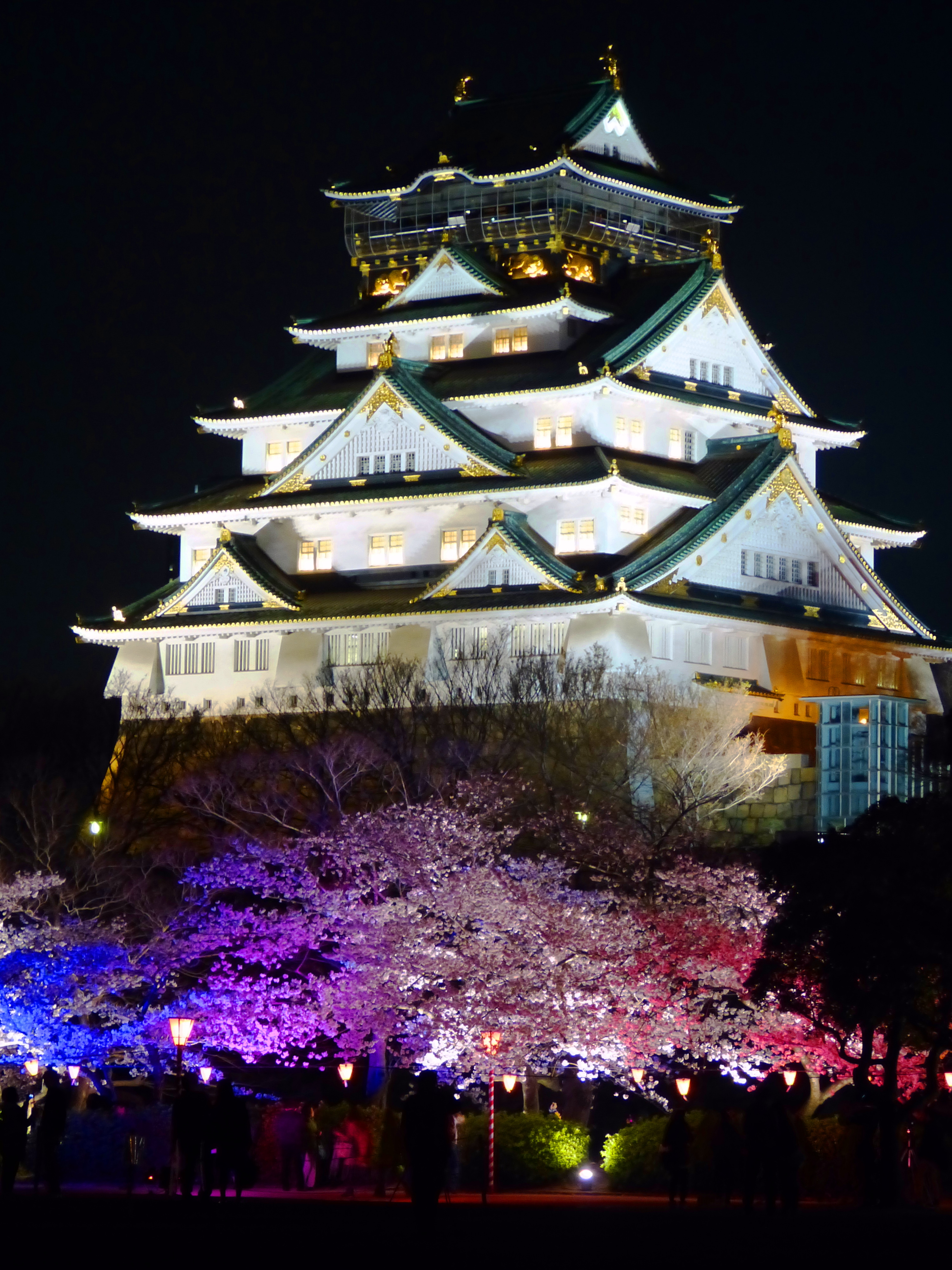
大阪城（大阪府） 複数色のライトアップ
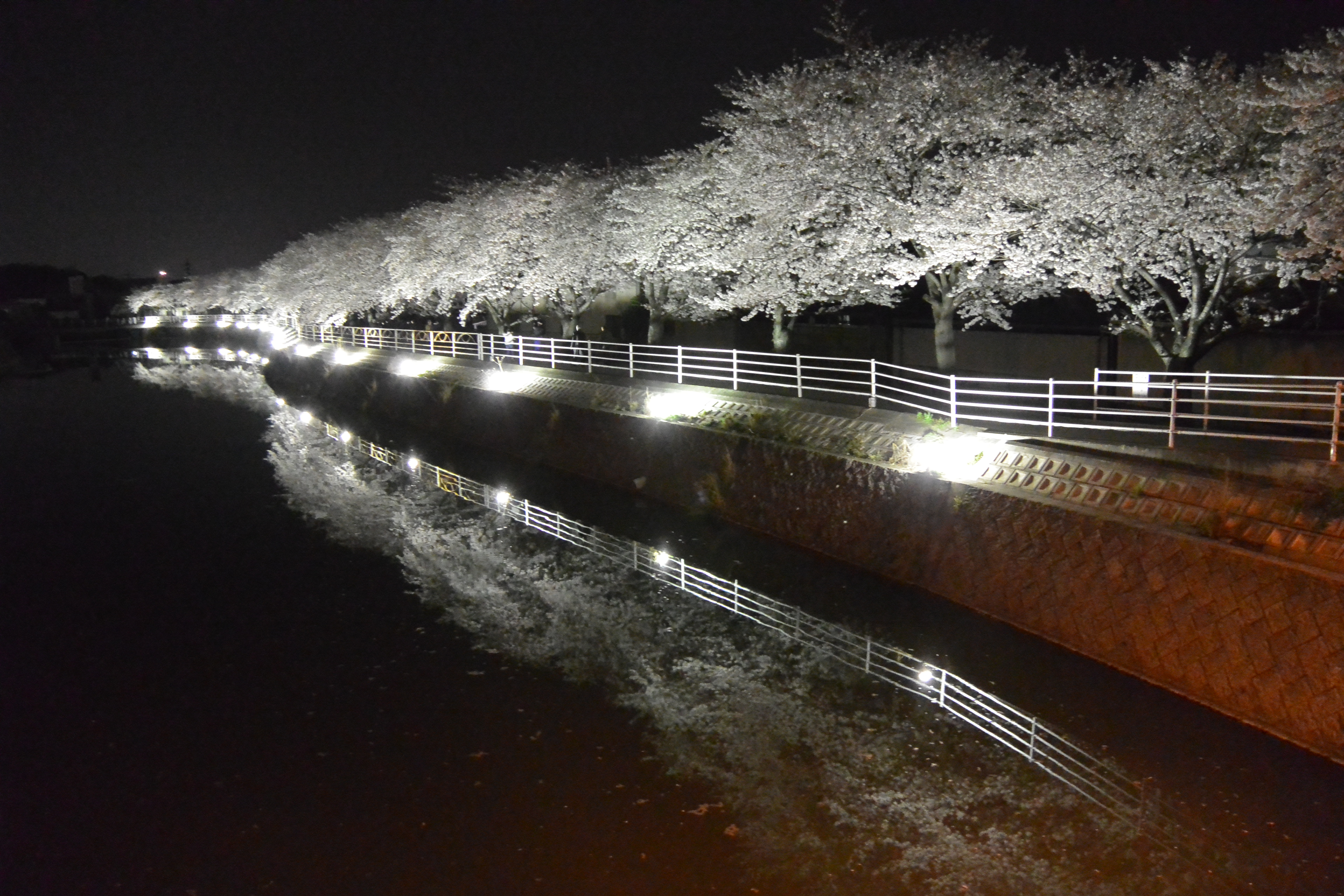
宇美川（福岡県） 白色のライトアップ

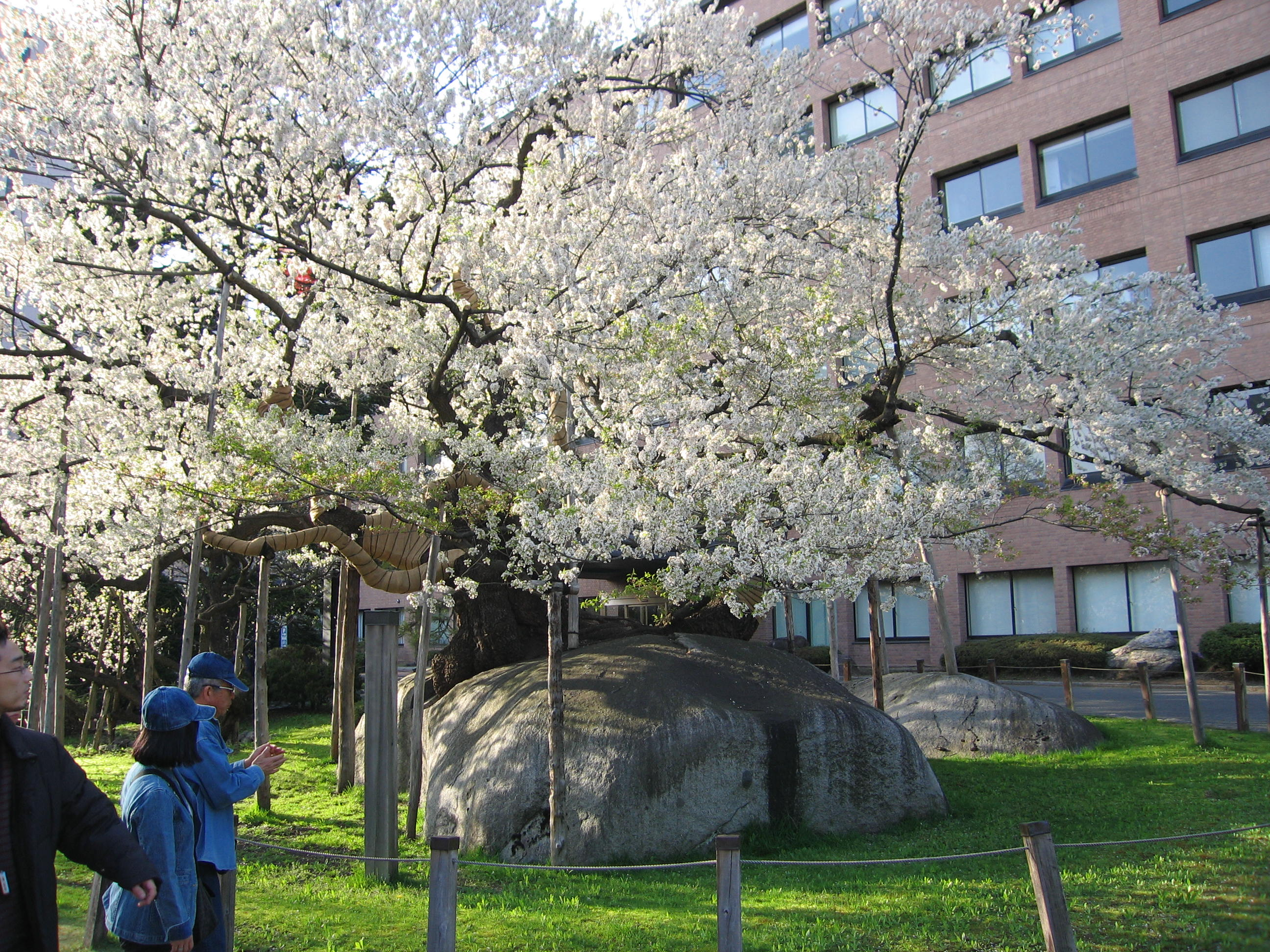
石割桜（岩手県）
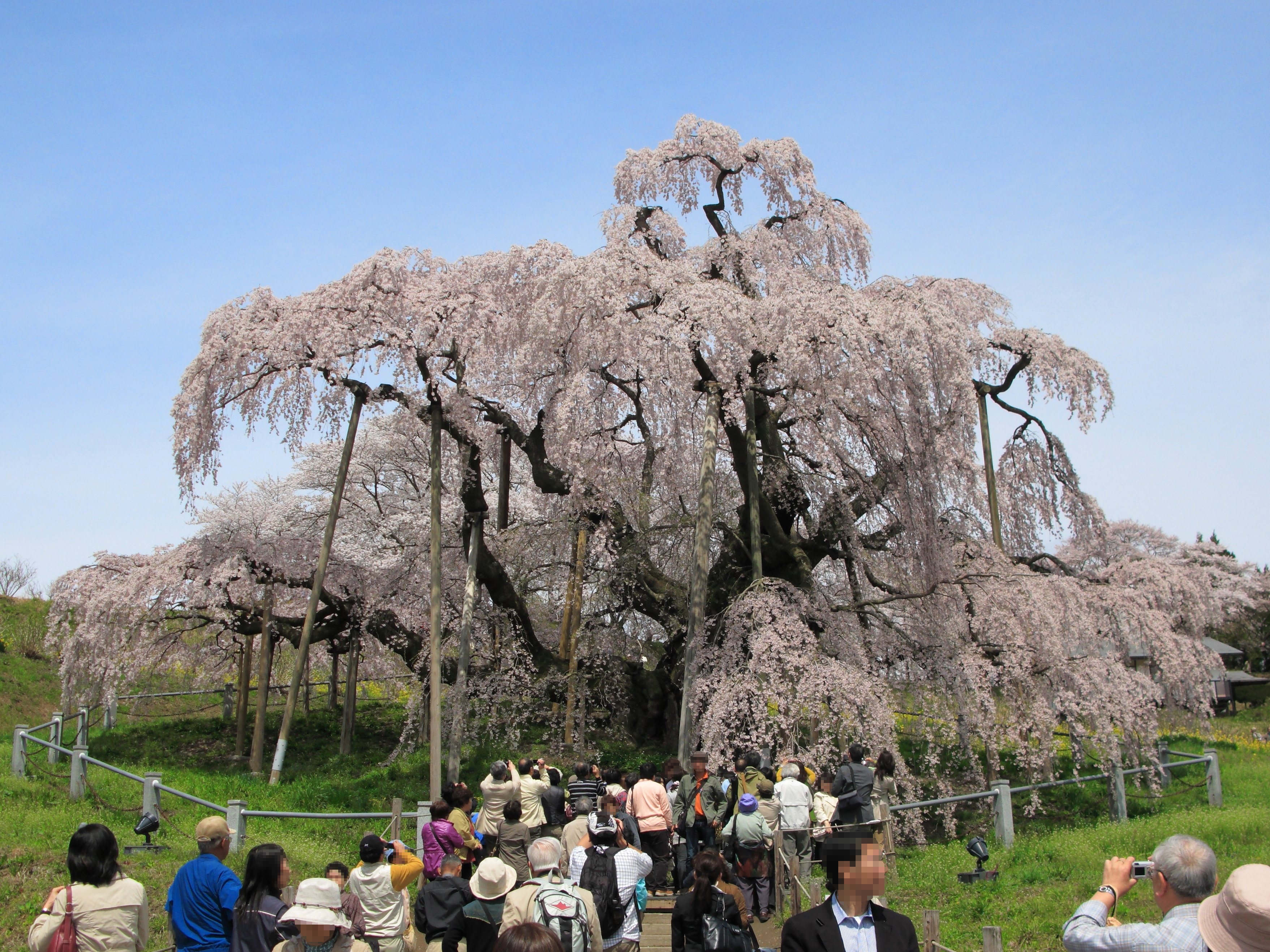
三春滝桜（福島県）
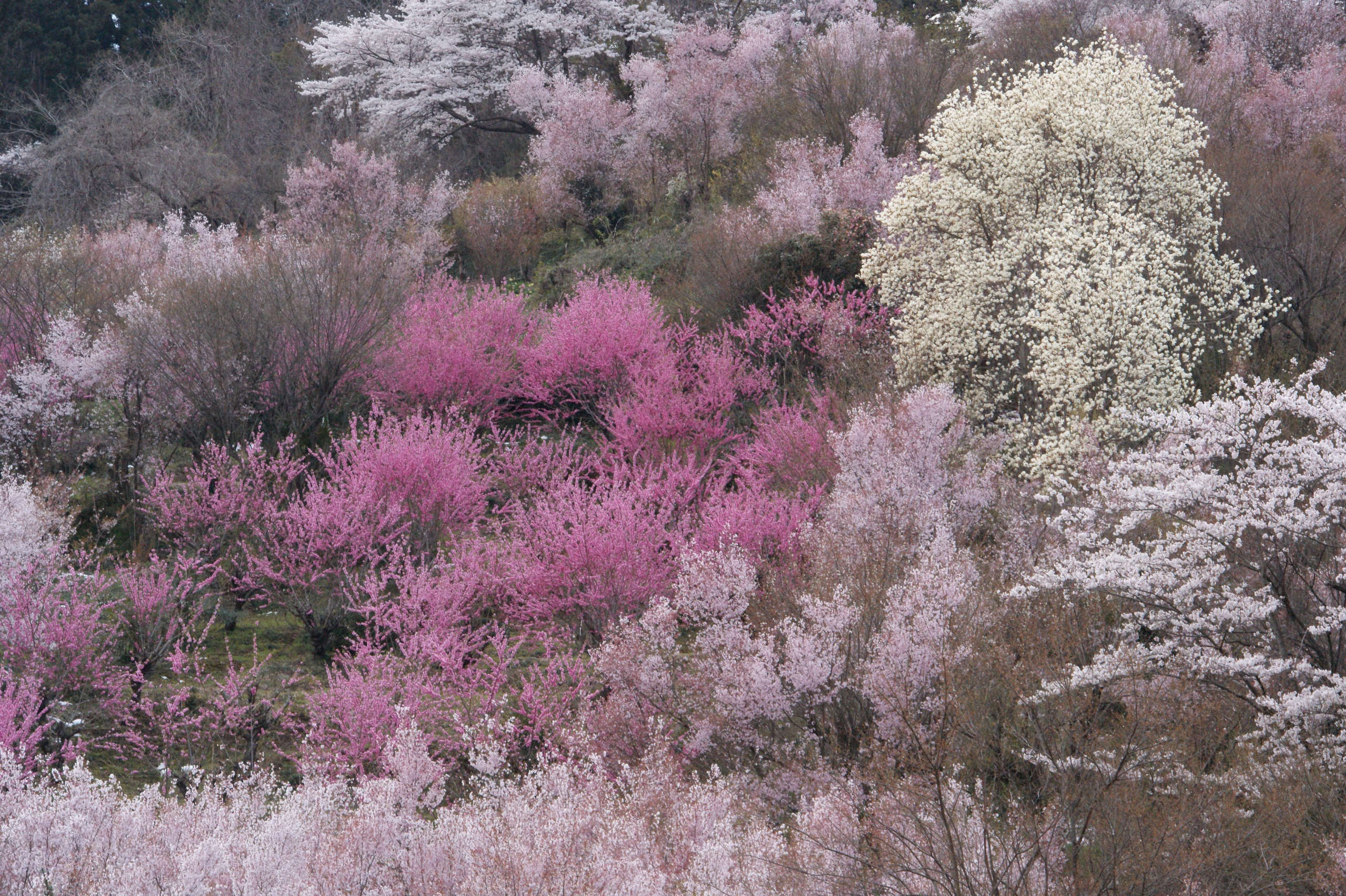
花見山公園（福島県）

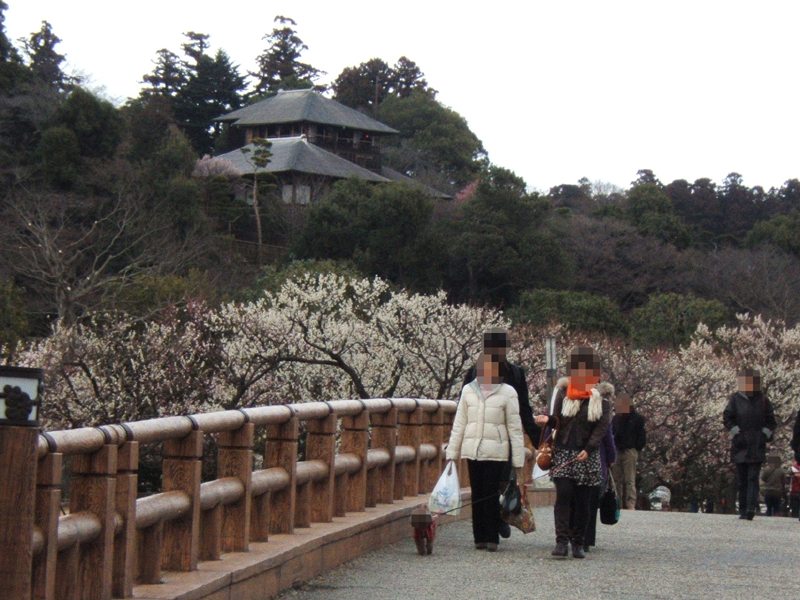
偕楽園（茨城県）
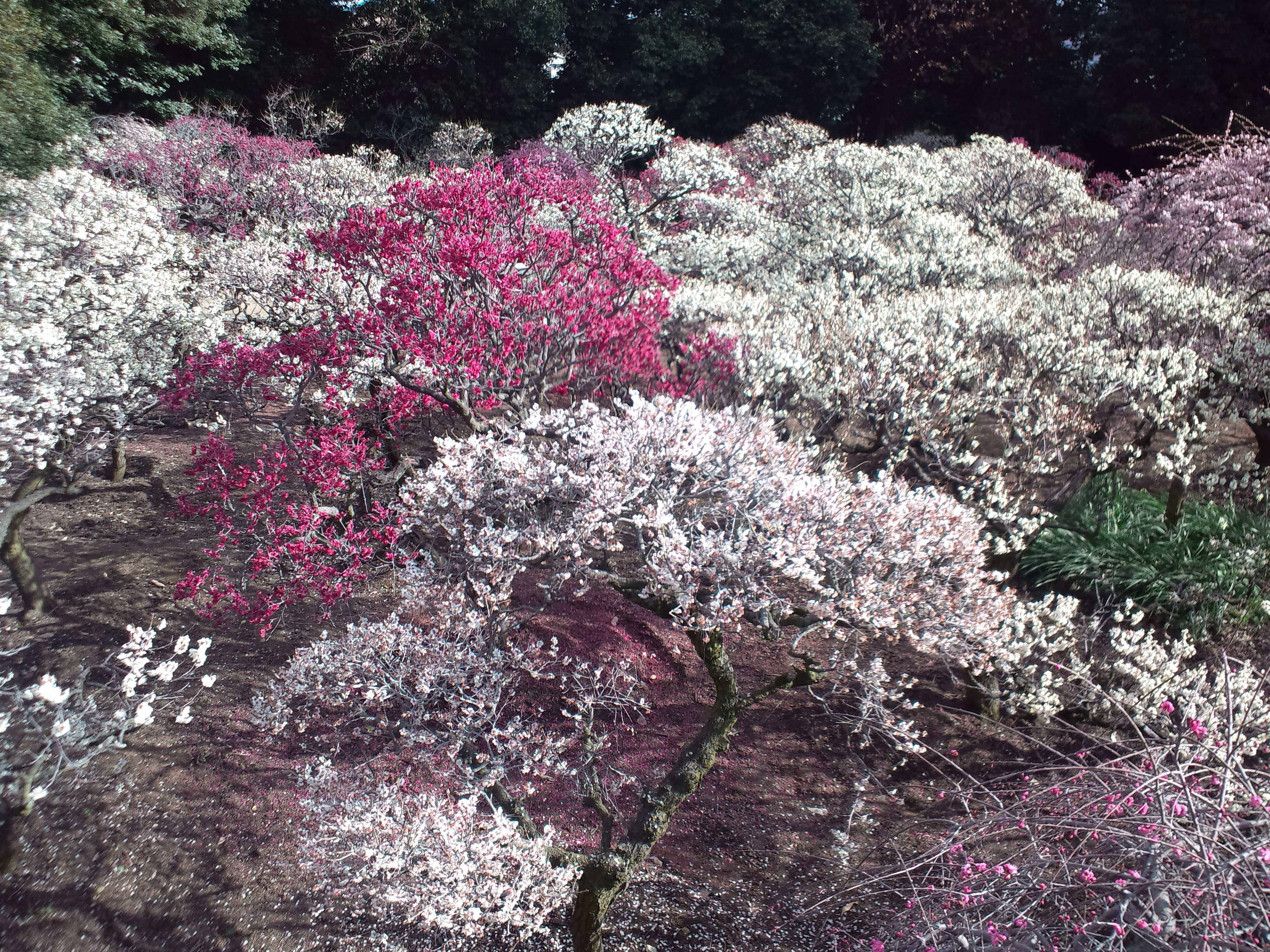
道明寺天満宮（大阪府）
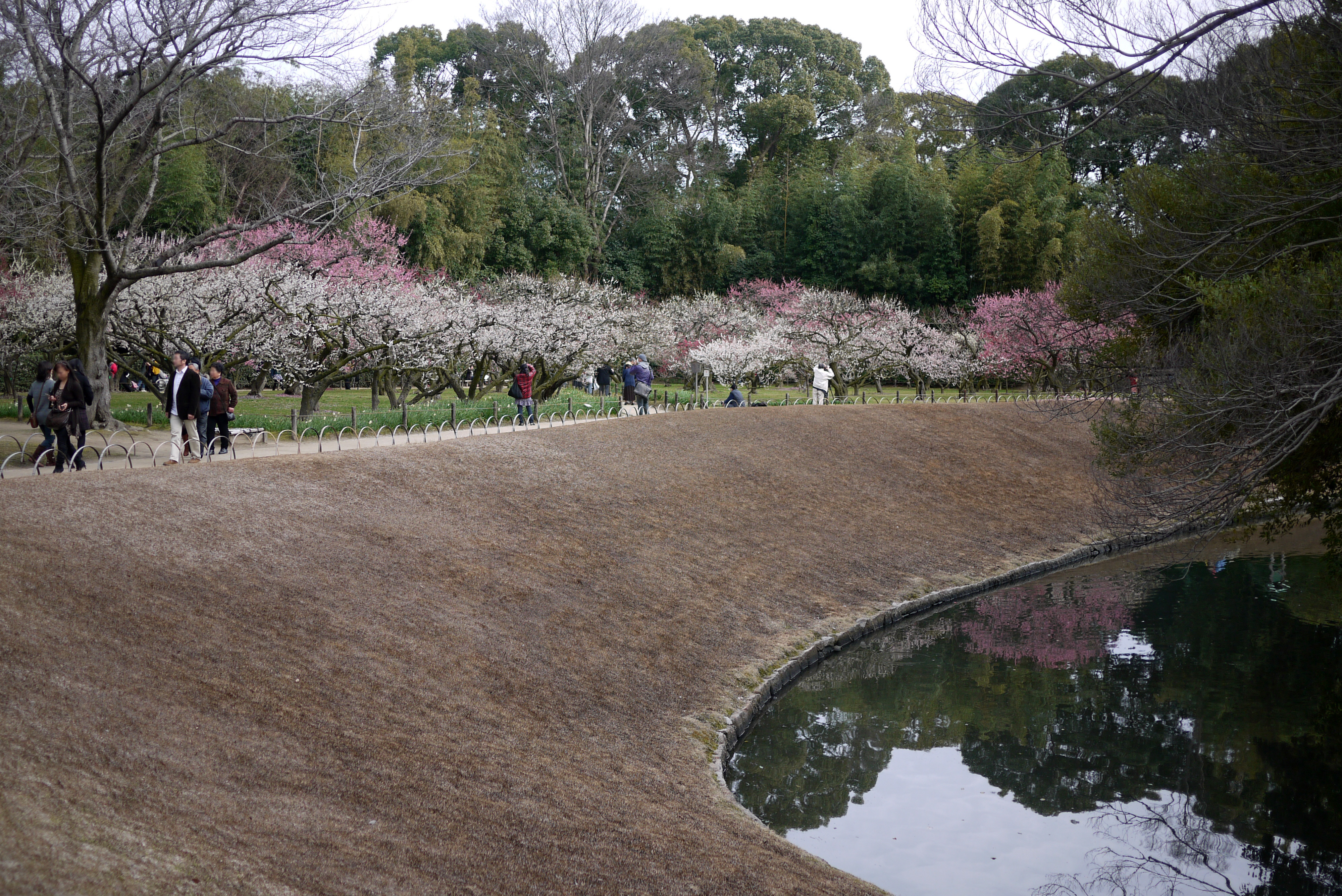
後楽園（岡山県）

旧跡とサクラ

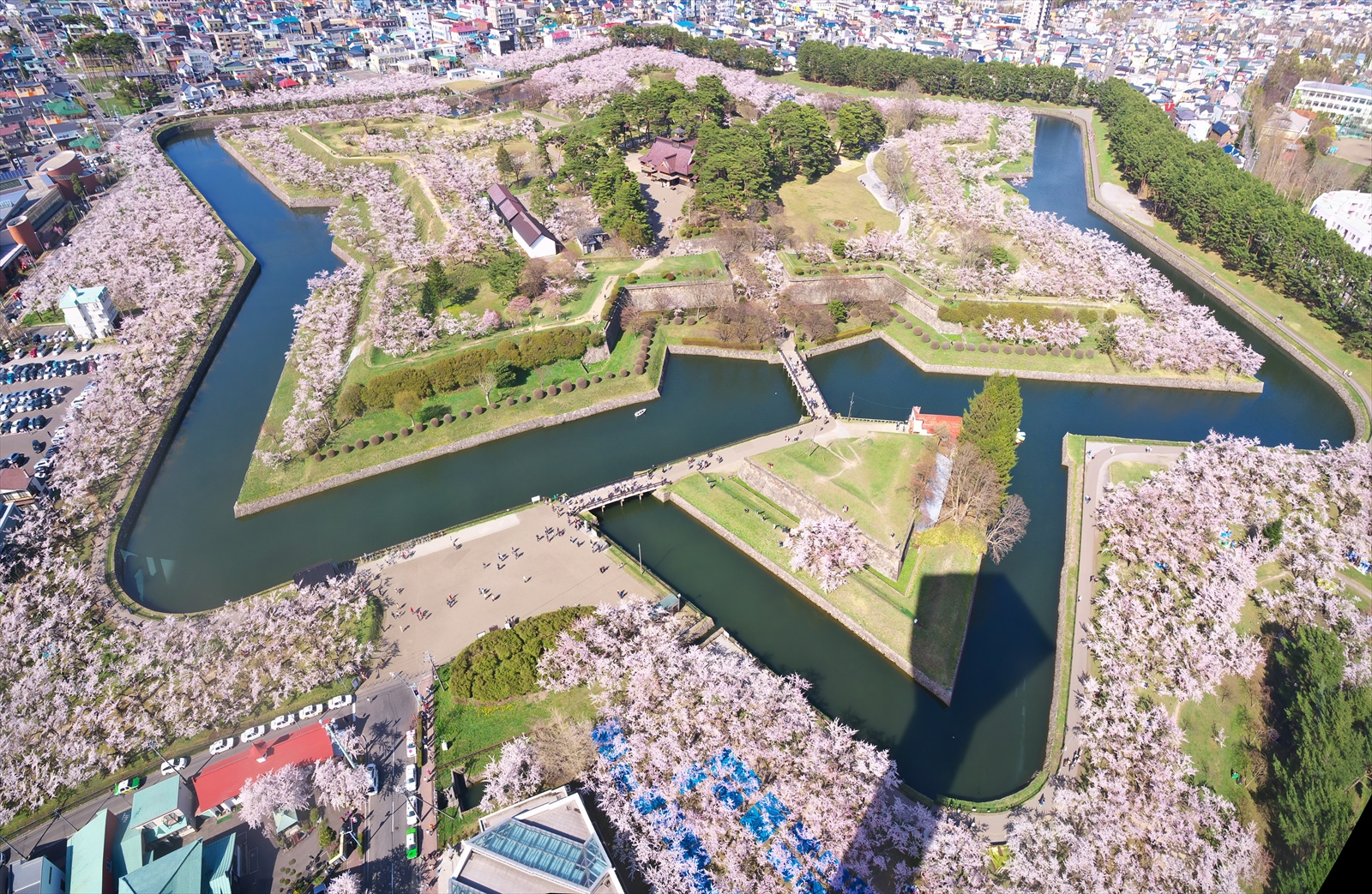
五稜郭公園（北海道）
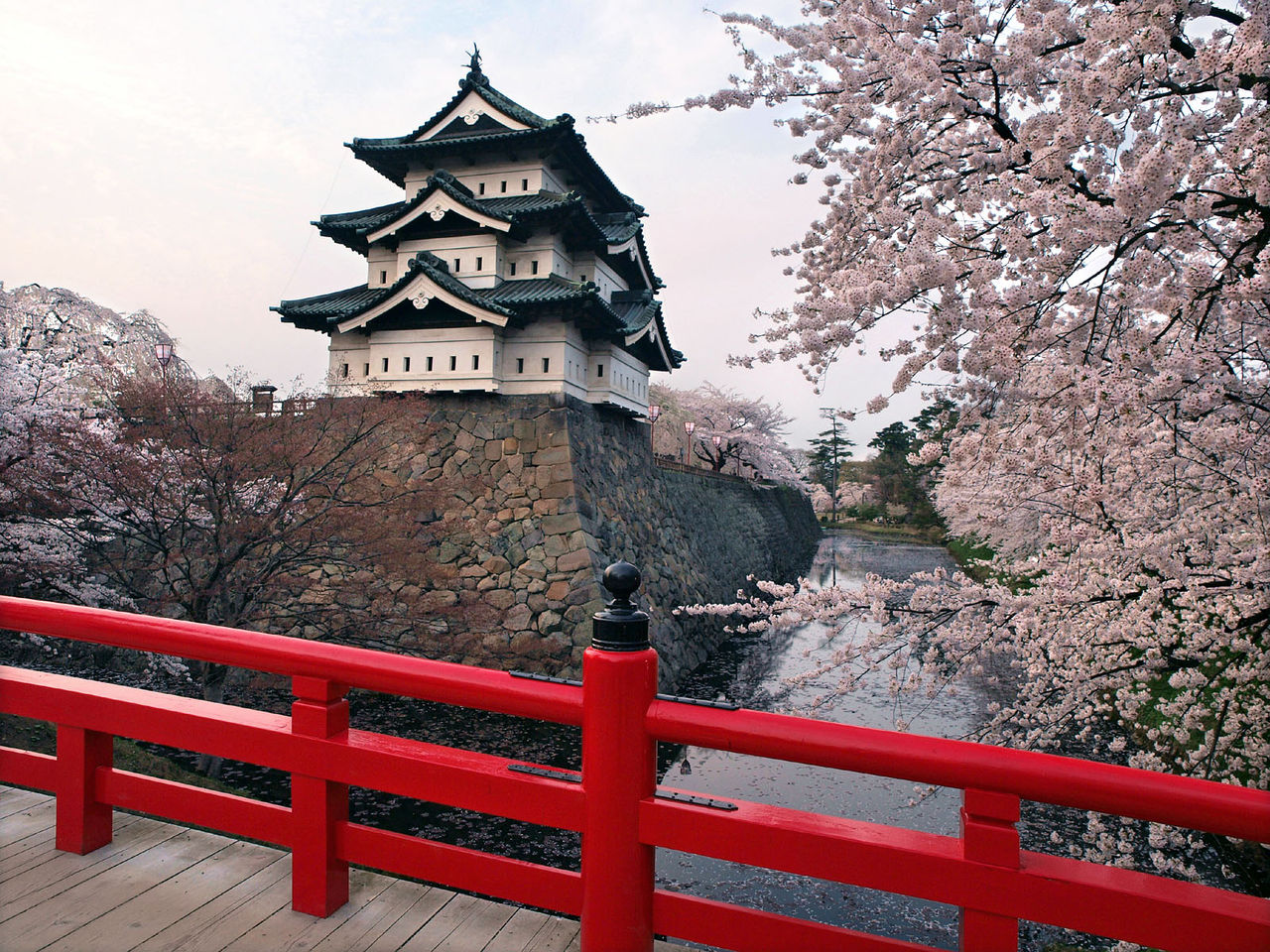
弘前公園（青森県）
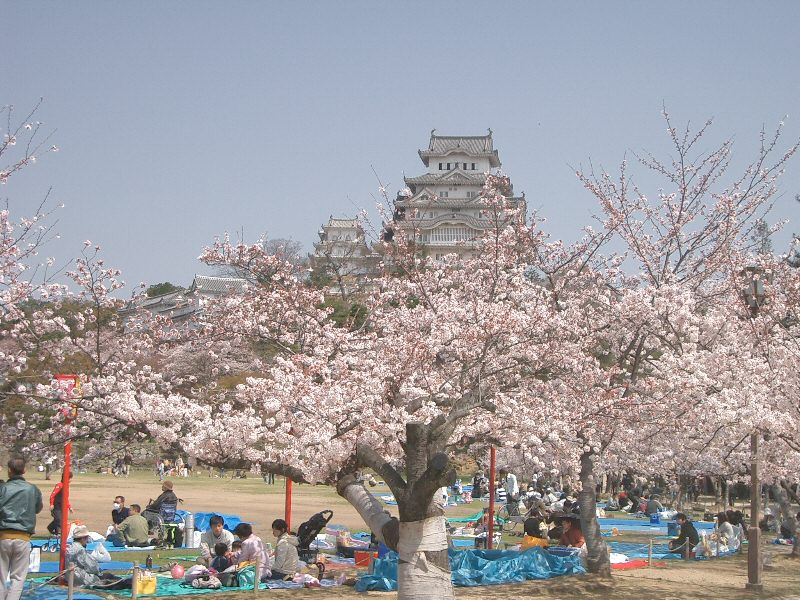
姫路城公園（兵庫県）
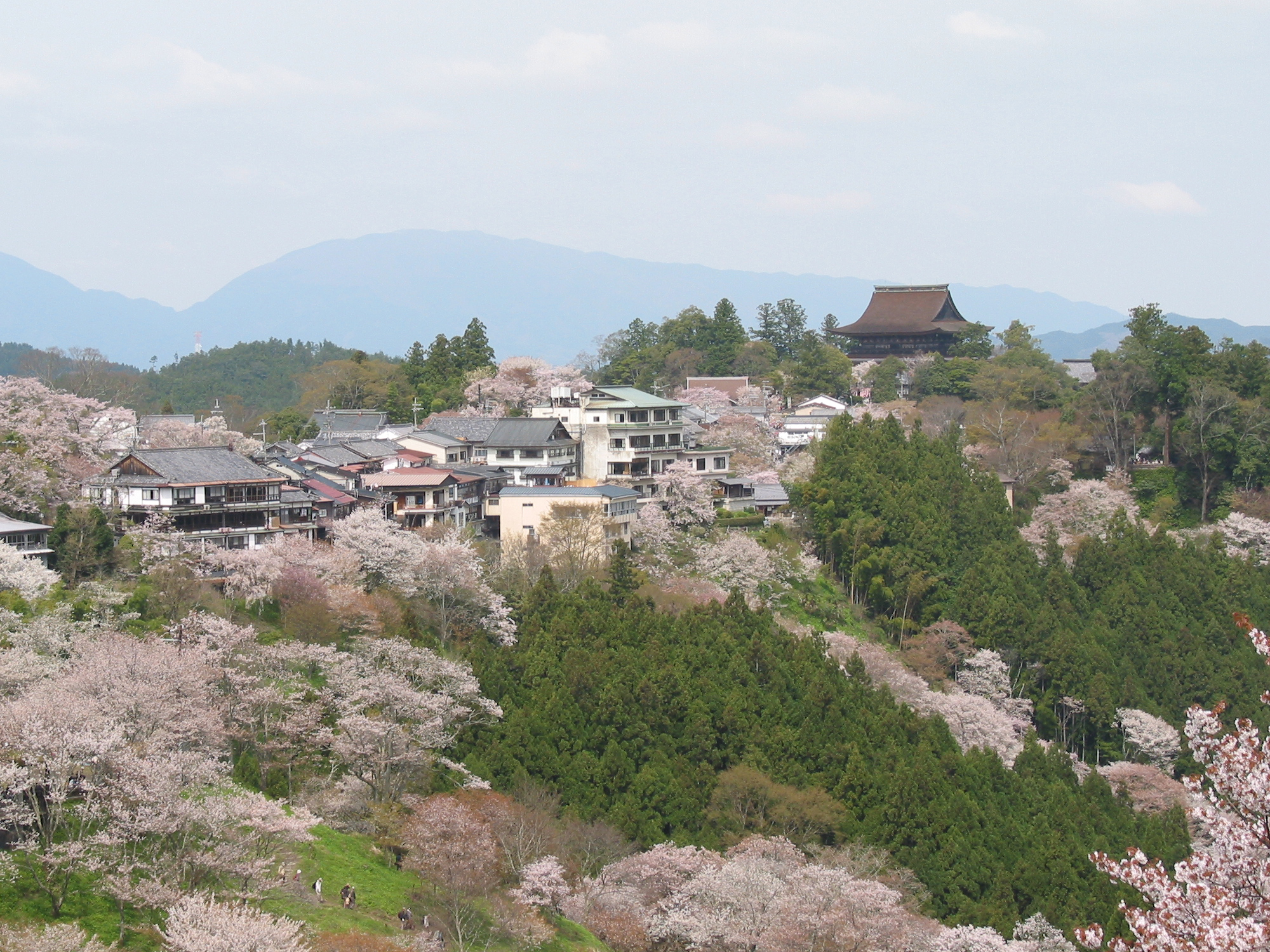
吉野山の中千本（奈良県）

サクラ並木

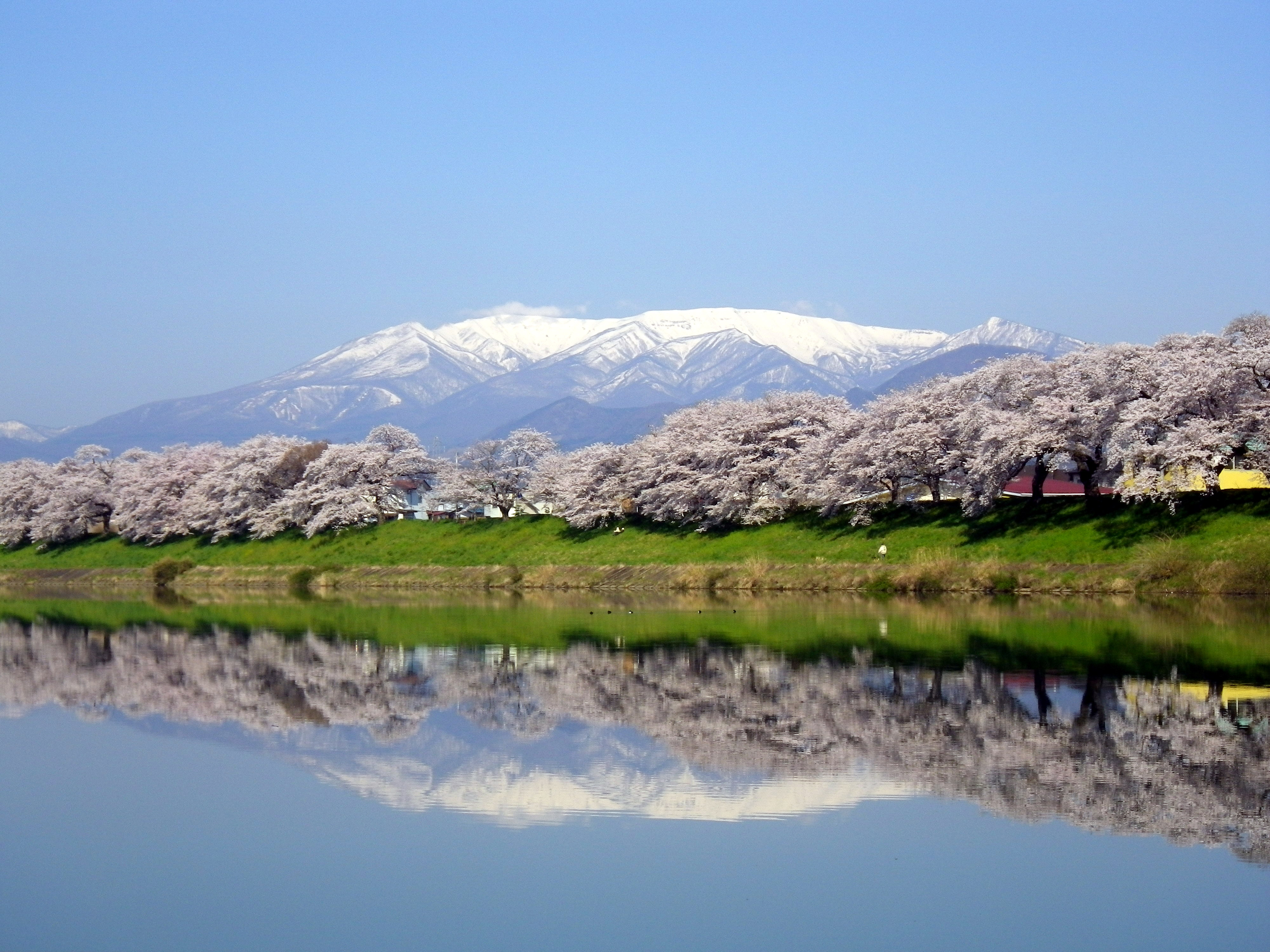
一目千本桜と逆さ蔵王（宮城県）
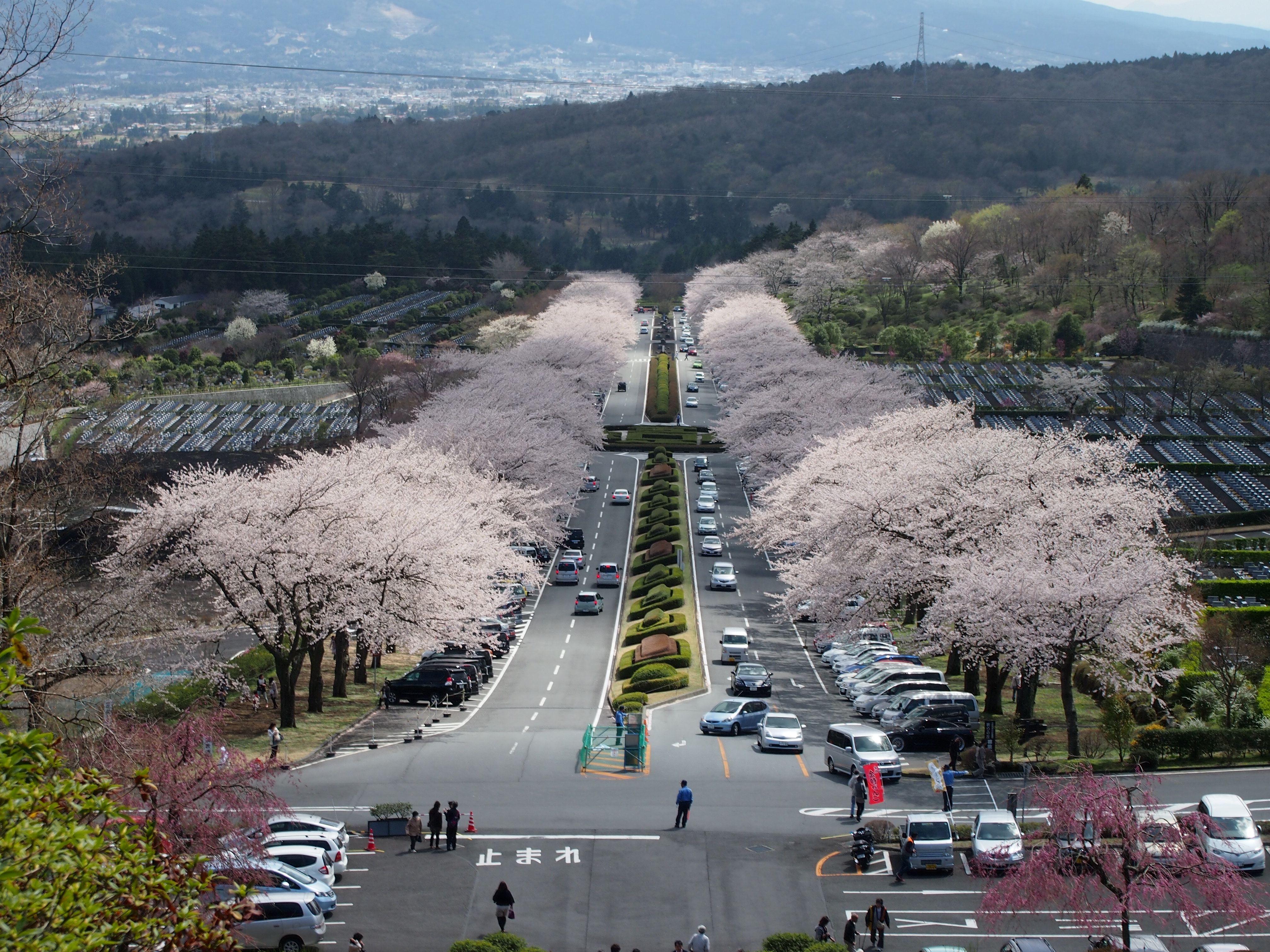
冨士霊園（静岡県）
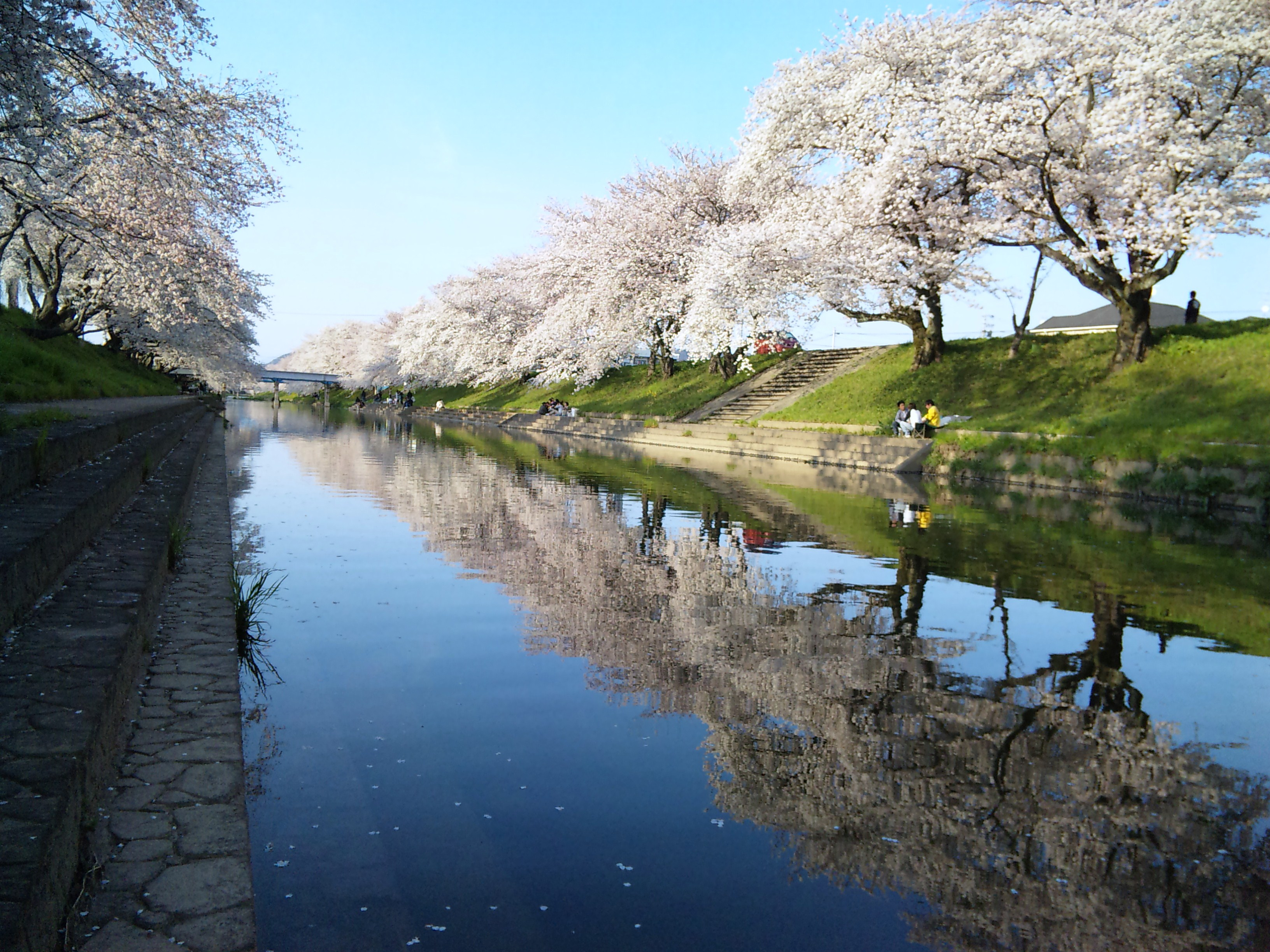
新境川の百十郎桜（岐阜県）

交通とサクラ並木

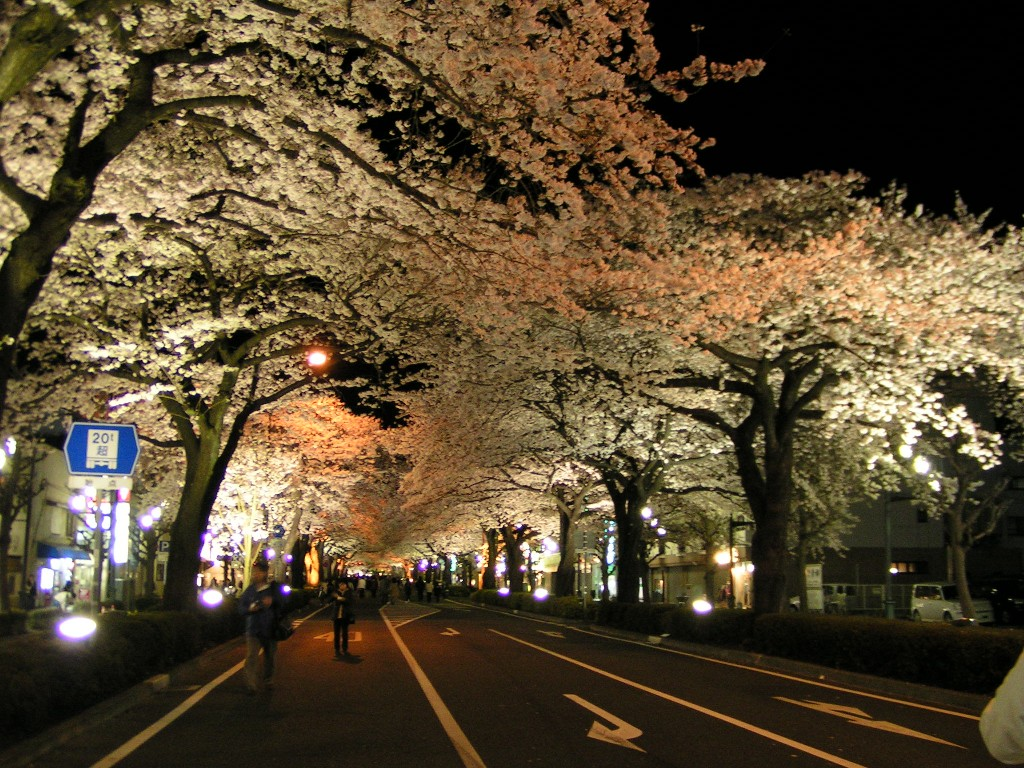
平和通り（茨城県） 車道のサクラ並木
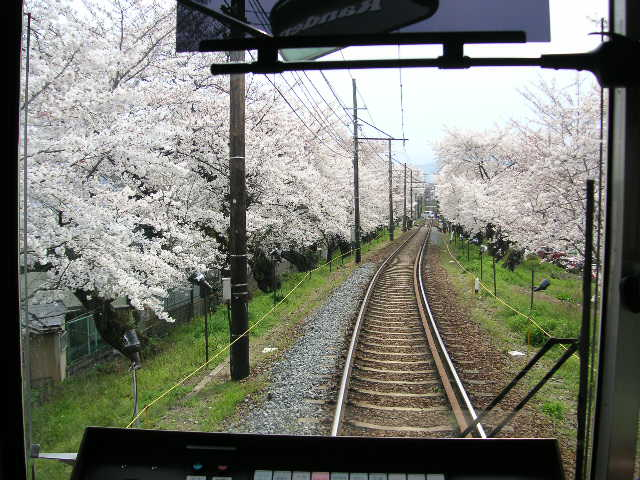
京福電気鉄道北野線（京都府） 鉄道のサクラ並木
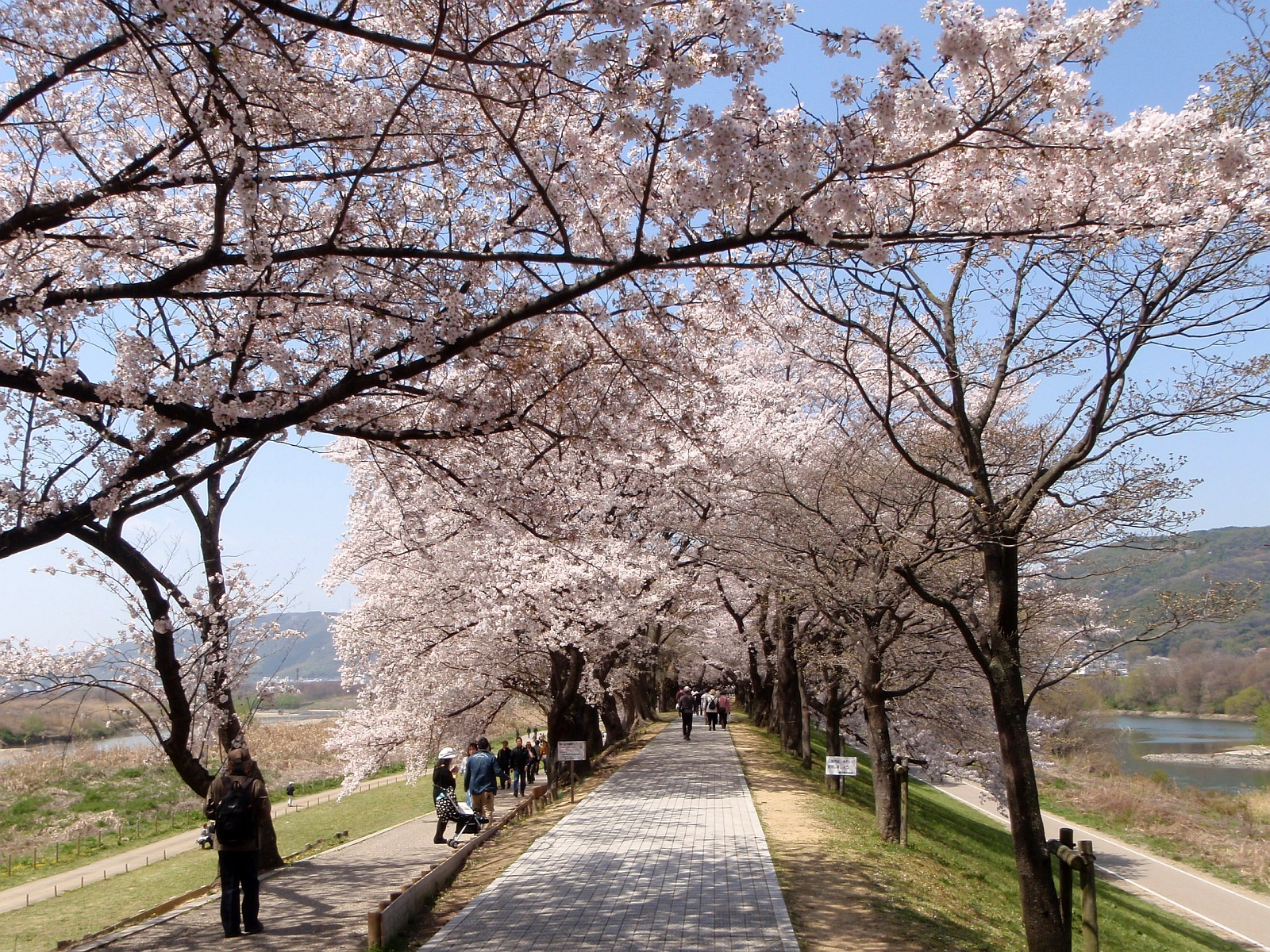
淀川河川公園（京都府） 遊歩道のサクラ並木

夜桜
- 烏帽子山公園（山形県）
街灯と提灯
- 大阪城（大阪府）
複数色のライトアップ
- 宇美川（福岡県）
白色のライトアップ

品種
- 石割桜（岩手県）
- 三春滝桜（福島県）
- 花見山公園（福島県）

梅林
- 偕楽園（茨城県）
- 道明寺天満宮（大阪府）
- 後楽園（岡山県）

## 関連作品
以下は、サクラや花見に関連した作品である。
- 落語
  - 百年目
  - 頭山
  - 長屋の花見（貧乏花見）
  - 花見の仇討ち（桜の宮）
  - 花見酒
- 能
  - 西行桜（さいぎょうざくら）
  - 小塩（おしお）
- 狂言
  - 花盗人
- 小説
  - 井上靖『化石』角川文庫 - 高遠城址公園のサクラ
  - 梶井基次郎『櫻の樹の下には』
  - 坂口安吾『桜の森の満開の下』 講談社文芸文庫
  - 柴田よしき『桜さがし』 集英社文庫
  - 乃南アサ『花盗人』 新潮文庫
- 映画
  - 『櫻の園』（吉田秋生原作、中原俊監督、1990年）
  - 『HANAMI』（ドリス・デリエ監督、2008年）
- 音楽
  - 箏曲『雪月花』 三橋検校作曲
  - 地歌『桜尽し』（箏曲） 佐山検校作曲
  - 地歌『西行桜』（箏曲） 菊崎検校作曲
  - 地歌『長等の春』（箏曲） 菊岡検校作曲
  - 地歌『桜川』（箏曲） 光崎検校作曲
  - 地歌『花の縁』（箏曲） 吉沢検校作曲
  - 箏曲『春の曲』 吉沢検校作曲
  - 箏曲『山桜』 吉沢検校擦曲
  - 箏曲『新雪月花』 吉沢検校作曲
  - 箏曲『稚児桜』 菊武検校作曲
  - 『さくら変奏曲』 宮城道雄編曲
  - 『花紅葉』 宮城道雄作曲
  - 山田流箏曲『桜狩』 山田検校作曲
  - 山田流箏曲『花の雲』 山勢検校作曲
  - 端唄・小唄『桜見よとて』
  - 薩摩琵琶『桜狩』
  - 『花』（瀧廉太郎）
  - 『さくらさくら』（日本古謡）

その他、サクラ (曖昧さ回避)も参照。